# Ислам в Азербайджане

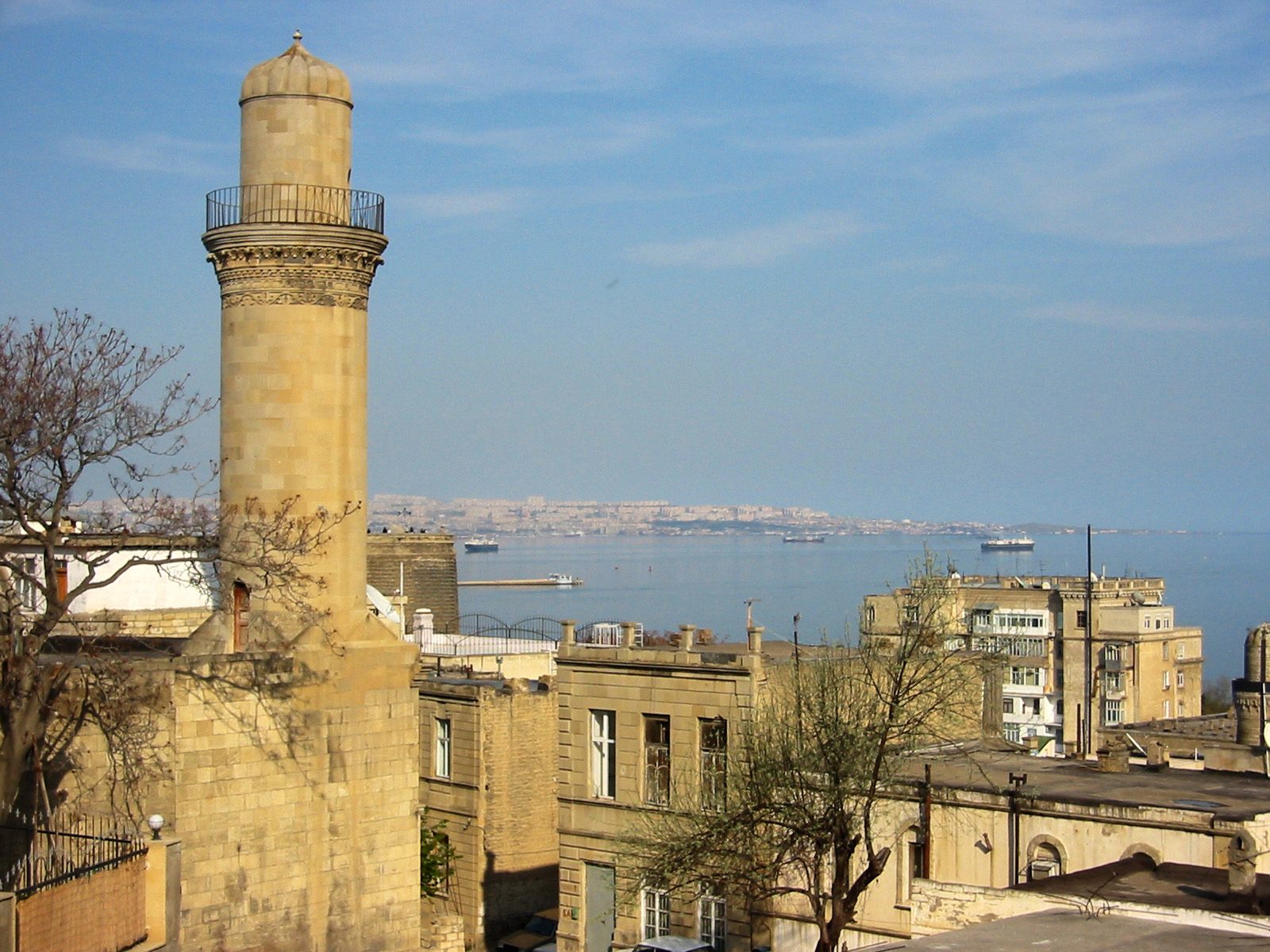
Панорама Баку с видом мечети

Ислам исповедуется большинством населения Азербайджана; по данным исследовательского центра Pew Research, в 2009 году около 99,2 % жителей страны являлись мусульманами. Согласно Управлению Мусульман Кавказа, ислам исповедует 96 % граждан, приблизительно 70—80% из которых составляют шииты, остальные 20—30% мусульман — сунниты.
В Азербайджане ислам исповедуют азербайджанцы (традиционно шииты-иснаашариты, меньшинство сунниты-ханафиты и сунниты-шафииты), аварцы (сунниты-шафииты), ахвахцы (сунниты-шафииты), будухи (сунниты-шафииты), часть грузин-ингилойцев (сунниты-шафииты), цыгане-карачи (шииты-иснаашариты), крызы (сунниты-шафииты), курды (шииты-иснаашариты), лезгины (сунниты-шафииты), рутульцы (сунниты-шафииты), талыши (шииты-иснаашариты, меньшинство сунниты-шафииты),  таты (шииты-иснаашариты и сунниты), татары (сунниты-ханафиты), турки-месхетинцы (сунниты-ханафиты), хыналыгцы (сунниты-шафииты) и цахуры (сунниты-шафииты).

## История

### Появление ислама
Ислам проник на территорию современного Азербайджана в середине VII века во время вторжения арабов в Закавказье. При халифе Омаре арабы в 642 году со стороны провинции Адарбайджан напали на Нахичеванскую область Персидской Армении, заняли и опустошили её. Многих мужчин истребили, а других вместе с жёнами и детьми угнали в плен, переправив за Аракс через Джульфинский брод. По сообщению арабского историка ал-Балазури, в 654 году по приказу халифа Османа арабский полководец Сальман ибн Рабиа ал-Бахили

двинулся в Арран и занял Байлакан по мирному договору, по которому он гарантировал его жителям их жизнь, имущество и стены их города, обязав их вносить поземельную и подушную подати. Потом Сельман прибыл в Берда и расположился лагерем на берегу реки Туртура (Тертера), находящейся от города менее чем на один фарсах. Жители города закрыли перед ним ворота, и ему пришлось возиться с ним несколько дней. Он тем временем совершал набеги на окружающие его селения, в которых жатва уже была снята. Это заставило их заключить с ним такой же мир, какой заключили и жители Байлакана. Они открыли ему городские ворота и он вступил в город и провёл там несколько времени. Отсюда он двинул свою конницу, и она заняла селения ряда округов: Шакшин (Шакашэн), Мескван (Мец-Куенк), Уд (Ути), Месиран (Мец-Иранк), Херхилян (Харджиланк), Табар (Три) и другие местности в Арране.

Далее он продолжает:

Передают, что Сельман отправился к месту слияния Ар-раса (Аракса) с Курром (Курой) за Бердиджом, переправился через Курр, занял Кабалу и заключил с владетелями Шаккана и Камибазана мир, с условием платить подать. Такой же мир заключили с ним (Сельманом) и жители Хайзана, и царь Ширвана, и остальные цари гор, и жители Маската и Шабирана и города Баба (Дербента). Но (как только Сельман выступил за город) жители заперли его за ним, а хазарский хакан встретил его со своей конницей за рекой Баланджаром. Здесь (Сельман) был убит с четырьмя тысячами мусульман.

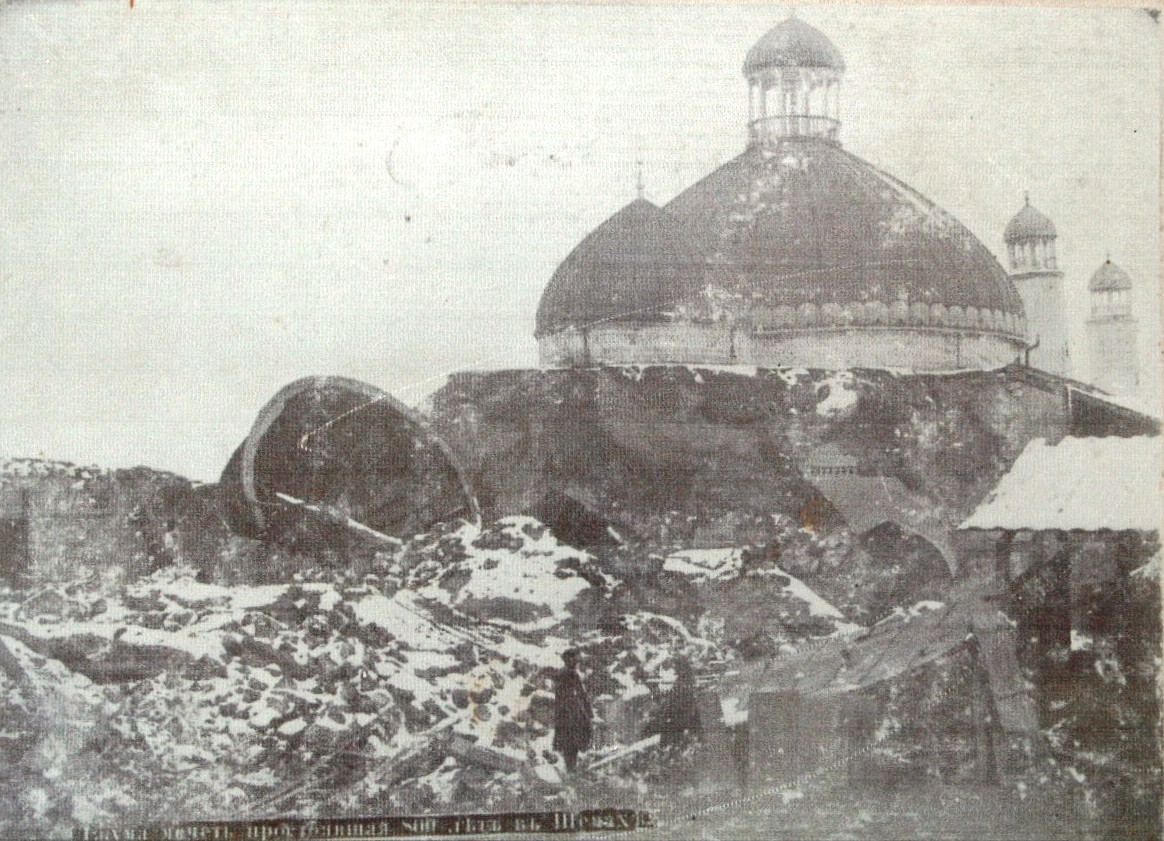
Развалины Джума-мечети VIII века в Шемахе. 1902 год

В эпоху Арабского халифата в городах повсеместно строились мечети, сюда происходит переселение ряда арабских семей (которые смешиваются с местным населением). Персидский историк XIV века Хамдаллах Казвини писал, что «Ганджа… это город ислама, построен в 39 году хиджры», что соответствует 659/660 г., то есть периоду арабского завоевания. По другому сообщению, город был основан в 844 году Мухаммедом ибн Халидом и заселён арабскими ветеранами из Диарбекира. В Барде, в семье потомка арабских переселенцев в Арране, родился знаток хадисов, шафиитский факих, Са’ид бен Амр Абу Усман ал-Азди ал-Барда’и (умер в 905 г.). Среди его учеников были шиитский знаток преданий и историк Ибн Укда, знатоки преданий из Иранского Азербайджана Ахмад бен Тахир ал-Майаниджи (автор «Истории Азербайджана»/«Та’рих Азарбиджан») и Абу Хафс бен Умар ал-Ардабили. Автор X века аль-Мукаддаси в своём сочинении «Китаб ахсан ат-тагасим фи-Марифат ал-Акалим» («Самая лучшая книга по разделению климатов») говорит о наличии соборных мечетей в Шарване, Кабале и Шакки. Другой автор X века Масуди сообщает: «Недалеко от царства Санария находятся шекины, племя христианского вероисповедания, среди которых живёт большое число мусульман, занимающихся торговлей и разными ремеслами».

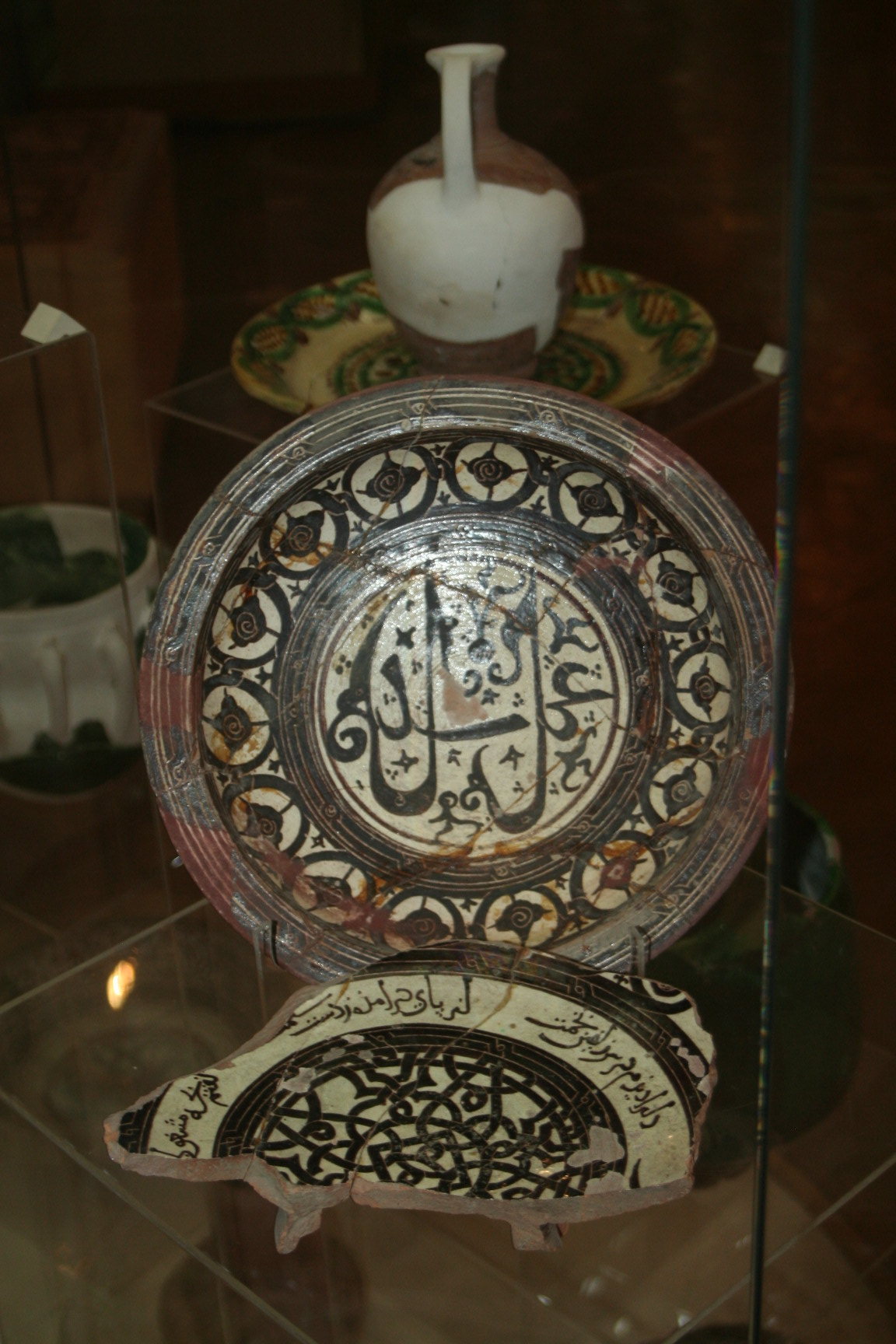
Блюдо с арабской надписью из Байлакана. VIII—XIII вв. Музей истории Азербайджана (Баку)

Балами сообщает о хариджитах, действовавших во второй половине VIII века в Байлакане. Хариджиты как религиозно-политическая группировка возникли в период Первой финты — вооружённой борьбы между халифом, имамом Али и армией наместника Шама Муавией из рода омейядов. С течением времени они сформировали свои религиозные воззрения. По рассказу Балами, в правление последнего омейядского халифа Марвана II байлакенец Мусафир ибн ал-Катир (Касир) во главе отряда хариджитов двинулся от Ардебиля на север. Тогдашний омейядский наместник Байлакана Асим ибн Йазид (или ибн Абдаллах) ал-Хилали распорядился арестовать городских руководителей хариджитов, а сам, оставив в городе своего заместителя, отправился в Бердаа. Прослышав об этом, Мусафир ибн ал-Катир ночью подошёл к стенам Байлакана и его воины, перелезя с помощью лестниц через городские стены, взяли Байлакан. Заместитель был убит, а сам город на какое-то время стал хариджитской крепостью. Согласно Балазури, Мусафир ибн ал-Катир поднял восстание в Дербенте, а на юг послал одного из своих людей Сабита ибн Нуайма ал-Джузами, который прошёл с войском хариджитов от Ардебиля до Байлакана. Отсюда хариджиты совершали свои набеги до Бердаа. В войне с хариджитами погибли наместник Асим ибн Йазид, а затем его преемник Абд ал-Мелик ибн Муслим. Брат последнего, сменивший его на посту, Исхак ибн Муслим также безуспешно продолжал борьбу с ними. Ситуация изменилась в приходом к власти в халифате династии Аббасидов и со смертью Мусафира ибн ал-Катира. Наместнику халифа ас-Сафаха в Азербайджане Мухаммеду ибн Суле удалось вытеснить хариджитов из Байлакана и взять город. Последние отступили в крепость Киляб, где они и засели. Лишь с получением амнистии хариджиты вернулись в Байлакан.
Очередная вспышка хариджитского движения отмечена в период правления аббасидского халифа Харун ар-Рашида. Около 794—795 гг. байлаканские хариджиты во главе с шарита (крайним хариджитом) Абу Муслимом подняли восстание. Под их контроль также перешла крепость Киляб. Попытке байлаканцев с Абу Муслимом овладеть Бердаа, в свою очередь, потерпели неудачу. Однако вскоре Абу Муслим скончался и его сменил байлаканец ас-Сакан ибн Муса. С приближением войск халифского войска под командой Яхьи ал-Хараши хариджиты оставили Байлакан. Заняв город, Яхья ал-Хараши разрушил укреплённый хамок. Он также овладел крепостью Киляб. Вытесненные хариджиты численностью 8 тыс. человек (по Якуби) просили и получили «аман» у командовавшего халифскими войсками Язида ибн Мазъяда, ставшего родоначальником ширваншахской династии Мазъядидов.
С X века распространителями ислама в Закавказье, в том числе на севере Аррана и в Ширване, становятся проповедники из южнокаспийской области Гилян. Во второй половине X века в Гяндже утвердилась курдская по происхождению династия Шеддадидов, представители которой выступали как энергичные защитники ислама в этом районе и сражались с грузинскими Багратидами, различными армянскими князьями, византийцами, а также с соседями по ту сторону Кавказа (аланы, русы). В частности эмир Абу-л-Асвар Шавур I прославился среди своих современников как борец за веру.

### Ислам в эпоху ширваншахов

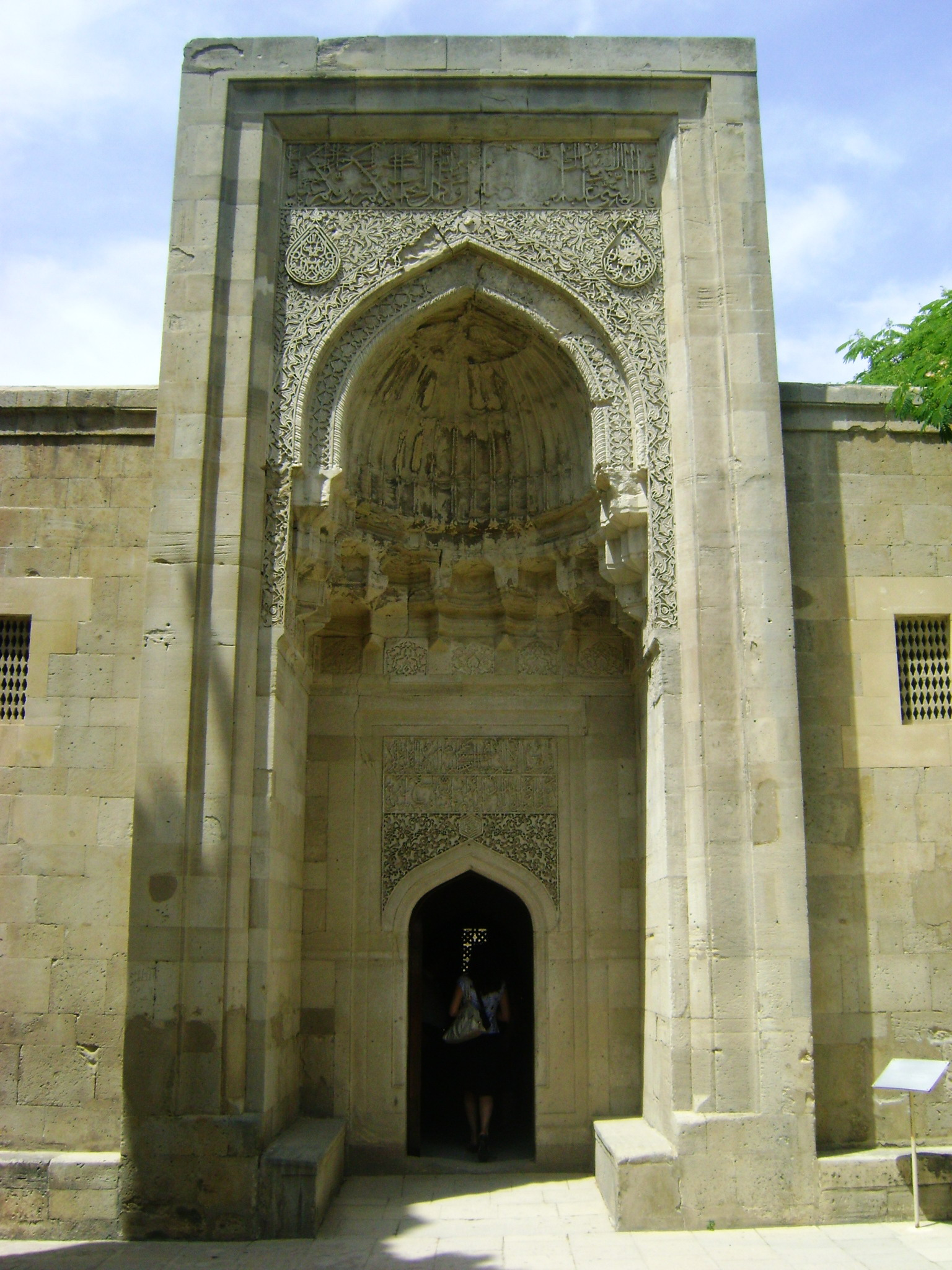
Мавзолей ширваншахов в Баку, входящий в комплекс дворца. XV век

Во второй половине IX веке в результате ослабления Арабского халифата в Ширване возникло государство, более известное как Государство Ширваншахов. Во главе государства стояли правители из династии арабского происхождения — Мазъядидов, являвшейся первой мусульманской династии ширваншахов, которые были вассалами халифата и находились в подчинении арабского наместника — эмира в Барде.
К моменту образования Государства Ширваншахов в исламском мире произошёл раскол единой мусульманской общины (уммы) на два крупных течения — суннитов и шиитов. Основной критерий, ставший толчком к расколу исламской религии и являющий существенным отличием этих двух направлений, заключается в вопросе о характере и природе верховной власти в мусульманском государстве. Сунниты (представители т. н. «классического ислама», подавляющее большинство мусульман мира) сформулировали концепцию, согласно которой власть передаётся решением общины (уммы) самому уважаемому мусульманину из племени курайшитов, к которому принадлежал пророк Мухаммед. Шииты, в свою очередь, признают семью и потомков пророка (ахль аль-бейт) по линии Али и Фатимы единственными его законными наследниками и духовными преемниками. Со временем оба течения выработали свои богословско-правовые учения, исторически представленные в Азербайджане джафаритской школой шиизма и ханафитской и шафиитской школами суннизма. Распространение шиизма в пределах нынешнего Азербайджана началось ещё со времён Аббасидов, с середины VIII века, когда на периферию Арабского халифата начали стекаться преследуемые властями мусульмане-шииты. Ширваншахи являлись приверженцами суннитского течения ислама и на своих монетах они изображали суннитские символы веры. Однако, на монетах более позднего периода их правления встречаются уже шиитские символы. Кроме того, над стрелкой дверного проёма на портале усыпальницы Ширваншахов, в медальоне в виде шестигранника помещена надпись с именем Али, повторённым шесть раз. С. Ашурбейли полагает, что наличие медальонов с именем Али, как на портале усыпальницы, так и Диван-хане, говорит о том, что представители последней ширваншаской династии Дербенди были шиитами.
В Ширване, как и в других средневековых мусульманских государствах, функционировало мусульманское право — шариат. Судопроизводством в городах Ширвана занимались кадии, назначаемые ширваншахом. Часто должность кадия была наследственной. Так, в конце XII века кадием Ширвана был Гийас ад-Дин Абу Наср Мухаммад ибн Абдаллах ибн Аббас аш-Ширвани «из рода кадиев прекрасных знатоков юриспруденции и административного права».
В конце XIV — начале XV веков на территории нынешнего Азербайджана распространилось учение хуруфизма, одним из приверженцов которого был азербайджанский поэт Насими.

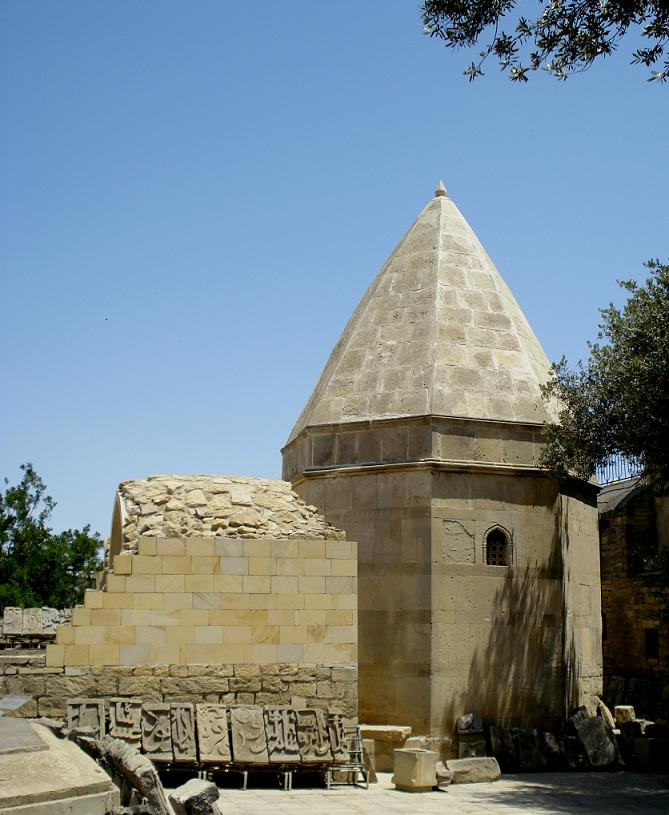
Мавзолей Сейида Йахья Бакуви в Баку.

В XV веке при дворе ширваншаха Халилуллаха I жил известный средневековый учёный и философ, суфий-ханафит («второй наставник» (пир и-сани) братства халватийа), уроженец Шемахи Сейид Йахья Бакуви, являвшийся потомком седьмого шиитского имама Мусы аль-Казима. В молодости он был приверженцем главы ширванской ветви суфийского братства халватийа шейха Садр ад-Дина ал-Халфати. Это братство сложилось в конце XIV века в северо-западном Иране среди тюркоязычного населения, испытав влияние традиций маламатийа и каландарийа и восприняв идеи среднеазиатской тюркской школы мистицизма (Ахмад аль-Йасави). По своему характеру оно было суннитским, но первоначально являлось шиитским. После смерти шейха Садр ад-Дина Бакуви, поссорившись с его учеником и зятем Таки ад-Дином Пири-заде ал-Халфати из-за того, кому из них возглавить братство, перебрался из Шемахи в Баку. Сейид Йайхъя написал ряд трудов, носящих суфийско-мистический характер. Он автор философских трактатов «Шархи-Гюльшани-раз» («Комментарии к „Цветнику тайн“») и «Асрар ат-талибин» («Тайны искателей истины»). При своей жизни он разослал своих заместителей (халифа) для распространения учения братства. В Гянджу и Карабах был послан Деде 'Умар Рушани (ум. в 1487 г.). В XVI веке ширванскую ветвь халватийа возглавлял ещё один «заместитель» — шейх Йусуф Зийа (Дийа') ад-Дин Мускури, действовавший в нынешнем Кубинском районе. После установления династии Сефевидов, братство было вытеснено из региона; его последователи переселились в Османскую империю, где халватийа стала одной из влиятельных в политическом и идеологическом отношении суфийских братств.
В XIV—XV вв. территория Восточного Закавказья входило в состав государства шиитов Кара-Коюнлу. Касаясь этого периода, стоит упомянуть уроженца Баку Султан Мир Хайдара Туни (ум. в Тебризе в 1427 г.), ставшего основателем-эпонимом шиитского (имамиты) братства — мирхайдари (или хайдарийа). Он много странствовал, проповедуя идеи имамитского шиизма, пока не обосновался в Тебризе, где получил поддержку от султанов Кара-Коюнлу Кара-Юсуфа и Искандера. Позже Кара-Коюнлу сменили сунниты Ак-Коюнлу.

### XVI—XVIII века

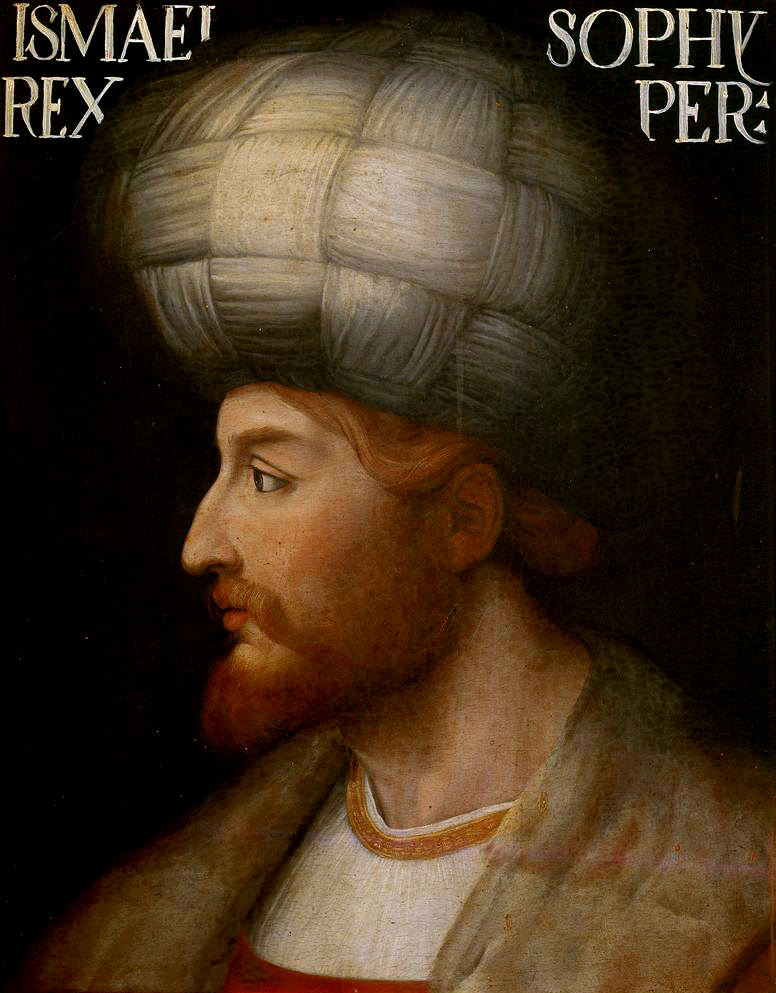
Шах Исмаил I Хатаи

В начале XVI века начинается взлёт династии Сефевидов, во главе которой стоял шейх Исмаил I. Опорой Сефевидов стали огузоязычные кочевые племена разного происхождения: румлу, шамлу, устаджлу, бахарлу, текелю, афшар, каджар, зулькадар и варсак. Во второй половине XV века эти племена получили общее название — кызылбаши («красноголовые»), поскольку они носили чалму с двенадцатью пурпуровыми полосками в честь двенадцати шиитских имамов. Опираясь на них, Исмаил предпринял поход против ширваншахов, овладел Шемахой и Баку, а затем разгромил правителя Ак-Коюнлу. После того как в 1501 году Исмаил I захватил Тебриз и провозгласил себя шахом, он объявил иснаашаритское (двунадесятники) направление шиитского ислама государственной религией, несмотря на преобладание мусульман-суннитов на вновь приобретённых территориях. Шах издал указ, «дабы на площадях [люди] распустили языки для поругания и проклинания Абу-Бекра, Омара и Османа, а всякому, кто стал бы противиться, отсекали бы голову». Кровавые гонения на суннитов, а также на «крайних» шиитов, происходили повсюду, где утвердилась власть Сефевидов. Шиизм стал религией большинства мусульман Закавказья, а сунниты сохранились лишь в районах, прилегающих к суннитскому Дагестану. Кроме того, Шах Исмаил Хатаи является классиком азербайджанской литературы и поэзии. Его лирика неотделима от пропаганды шиизма. В своих произведениях им истово воспевались двенадцать шиитских имамов, в особенности Али. Профессор Оливер Рой отмечает принятие шиизма в период правления Сефевидов как окончательный фактор формирования азербайджанского народа, что с течением времени, по мнению Бренды Шаффер, оказало влияние на формирование отличительных и общих черт азербайджанской идентичности.
В XVI—XVII веках территория Азербайджана, как и всего Закавказья, превратилась в арену ожесточённых османо-сефевидский войн. Соперничество между османскими султанами и сефевидскими шахами порой доходило до абсурда. К примеру, султан Баязид II содержал кабана, который был назван в честь шиитского шаха Исмаила I Хатаи, а у последнего в хлеву содержался хряк, названный соответственно в честь османского султана. Продолжавшаяся более столетия (1514—1639) борьба между Османской и Сефевидской империями протекала под идеологической оболочкой религиозной борьбы между суннитами и шиитами. Османский хронист Ибрахим Рахимизаде описывает как с приходом в 1578 году османских войск в Ширван местные сунниты расправлялись с кызылбашами-шиитами:
Каждый мусульманин (т. е. суннит — прим.), каждый верующий, будь-то взрослый или юный, занялись розыском сорхсаров. Если это было необходимо, то они сами же отрубали головы попадавшихся им в руки [кызылбашей], разоблачали мятежников. Ширванские сунниты ежедневно со свирепостью тигров обыскивали окрестности, и если случалось им схватить какого-либо безбожника, то с возгласами «Аллах — Аллах» они приводили его на площадь и с чувством удовлетворения предавали его казни.
При Сефевидах части территории современного Азербайджана входили в состав 4 бейлербейств — Азербайджанское, Чухур-Саадское, Карабахское и Ширванское. В каждом бейлербействе были шейх-ал-ислам, ведавший делами шиитского духовенства и шариатскими судами, садр, ведавший вакфными имуществами и подчинённый дивану высокого садра всего государства (садр-ас-судр — «садр садров»). В городах и больших населённых пунктах беглербегства были казии — главы местного шиитского духовенства. По сведениям османского путешественника XVII века Эвлия Челеби, большинство населения Баку были суннитами. Ашурбейли находит эти данные несколько тенденциозными. Учитывая, что в результате насильственного насаждения шиизма Сефевидами это течение ислама получило большое распространение в Ширване и в юго-восточной части Азербайджана, а к почитаемой мусульманами-шиитами гробнице дочери седьмого шиитского имама, находящееся в Шихово, стекались паломники, то она полагает, что «Баку в XVII в. был одним из городов Азербайджана, где был утверждён шиизм».

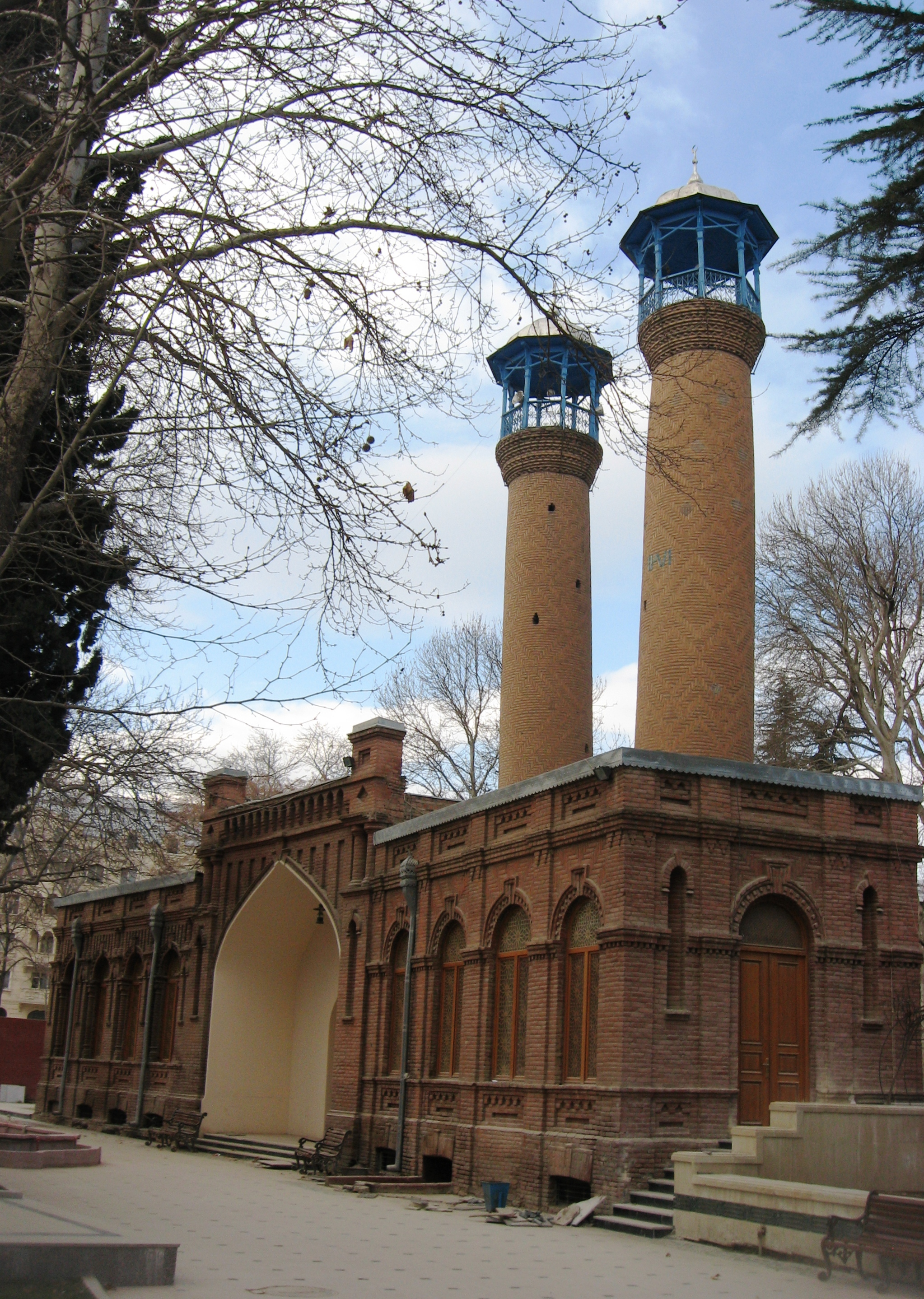
Джума-мечеть (мечеть шаха Аббаса) 1606 года в Гяндже

Правление шаха Солтана Хусейна было отмечено кровавыми гонениями на суннитов. В Ширване суннитские мечети осквернялись или обращались в конюшни, духовенство подвергалось казни[страница не указана 591 день]. В 1711 году вспыхнуло антииранское восстание «лезгин» и примкнувших к ним местных народностей против шахского владычества, которое приобрело религиозную оболочку борьбы суннитов против шиитов. Основную роль в восстание сыграли казикумухский хан Сурхай I и руководитель суннитского духовенства Хаджи Дауд. Восставшими был убит кубинский правитель Султан Ахмед-хан, являвшийся шиитом. Один из офицеров петровской армии, побывавший в 1720-х гг. в прибрежных частях Ширвана, сообщал: «Сии оба (Дауд-бек и Сурхай-хан — прим.) объявили публично, что они от бога возбуждены, правоверных мусульманов и суннов от еретического персианского ига, в котором они поныне страдали, избавить и еретичество искоренить; и дабы все правоверные люди, присоединясь к ним, сделались вольными». Посланному в Низовую русскому курьеру Димитрию Петричису Хаджи Дауд заявил, что ведёт войну «не для властолюбия и богатства и не для чего иного, кроме того, чтоб освободить сунинцов от казылбаш» (то есть персов-шиитов). Суннитский фанатизм руководителей восстания оттолкнул азербайджанцев, которые в большей степени (кроме районов Шеки, Шемахи и Кубы) оставались шиитами. К тому же лидеры движения порой опустошали занятые ими местности, а шиитов, как и немусульман, захватывали в рабства и продавали дагестанским работорговцам, а те перепродавали их на шемахинском базаре. Сообщая об этих фактах, Волынский писал: «Великому удивлению и смеху достойно, что оне, лезгинцы, чинят с персианы». Собрав значительные силы, Сурхай I и Хаджи Дауд летом 1721 года осадили Шемаху. Гарнизон города во главе с беглербеком Хусейн-ханом приступил к обороне и отражал атаки противника в течение 25 дней. Однако местные сунниты открыли повстанцам одни из ворот, и те ворвались в город. Шамахи была взята, беглербек Хусейн-хан и его военачальники, а также около 800 человек городской знати убиты.
Кризисом Сефевидского государства воспользовались Российская и Османская империи. В 1722 году русская армия начала поход в прикаспийские владения Персии, а в следующем году началось вторжение османских войск в Закавказье. Летом 1724 года Османская империя заключила с Россией договор о разделе персидских владений в Закавказье, по которому за Россией закрепились прикаспийские области, включая Баку, Сальяны и Ленкорань, тогда как за Османской империей — остальная честь Закавказья. Как замечает В. П. Лысцов, Пётр I, стремясь ослабить османские позиции, пытался провести «две взаимно обусловленные меры», заключавшиеся в выселении из Прикаспия мусульман, особенно близких по вере османам — суннитов, и заселением там христиан армянского, грузинского и русского происхождения. Эти меры, по словам Петра I, преследовали цель, чтоб вновь приобретённые Российской империей земли по Каспийскому морю «в полное владение и безопасность приведены были». Что касается религиозной обстановке на занятых турками-османами территориях, то Маркова следующим образом описывает это:

Ещё большую нетерпимость, доходившую до человеконенавистничества, проявили турки в отношении азербайджанцев — мусульман шиитского толка. Постановлением чрезвычайного совета турецкого правительства (6 августа 1722 г.) им была объявлена священная война. Три фетвы муфтия, опубликованные в связи с этим, призывали уничтожать мужчин и захватывать в рабство женщин и детей. Имущество шиитов объявлялось законной добычей турецких солдат. Командовавший созданным в середине 1725 г. Низовым корпусом князь В. В. Долгоруков доносил в следующем году из Астрахани Верховному тайному совету, что разбежавшиеся при турецком нашествии «басурманские народы» (то есть азербайджанцы-шииты) продают своих детей русским и армянам «в вечное и временное услужение». Он принимает их, выдавая записки.

После падения династии Сефевидов в XVIII веке и хаоса последующих лет, на территории Азербайджана образовались два десятка полунезависимых ханств и султанств. В ханствах приверженцы обоих течений проживали смешанно, но где-то преобладали шииты, а где-то сунниты. Бакинское ханство и большую часть Талышского ханства населяли исключительно одни шииты, причём в Талышском ханстве правящая династия по линии некоего Сеида Мустансира Биллаха происходила от Зайда, сына четвёртого шиитского имама — Саджада. Большая часть населения Ширванского ханства состояло из шиитов, но кочевники ханчобаны, из которых происходил ширванский ханский дом серкеров, принадлежали к суннитами. Правящая семья Карабахского ханства (джеванширы), и большинство её подданных являлись мусульманами-шиитами, но в ханстве имелось и суннитское меньшинство. В Кубинском ханстве у власти также стояла шиитская династия. В нём все дела решались духовным судом по шариату. В объяснительной записке к Проекту положения сотрудника МИД Н. В. Ханыкова «о мусульманском духовенстве Алиева учения» от 1849 года давалось описание духовного сословия ханства:
В суннитских ханствах Закавк. края, большею частью ханы сами управляли духовными лицами, и в одном только Кубинском ханстве был верховный кадий, власти коего, хотя очень непрочно, подчинялись все приходские муллы и от коего зависело возводить их в высшие духовные должности; он же был в то же время главный судья в ханстве и назначал с утверждения хана известных ему лиц в должности местных кадиев; вместе с тем он имел в своём заведовании все мечети и молельни ханства, располагал церковными доходами и расходами, давал окончательные судебные приговоры и наказывал сам духовных за маловажные преступления, обращаясь в более важных случаях с просьбою о том к хану. Шиитское духовенство Кубинского ханства иногда имело своего отдельного начальника, пользовавшегося правами и преимуществами суннитского верховного кадия, большею же частью зависело от сего последнего, что немало способствовало к увеличению вражды между последователями обеих сект, из коих слабейшие, т. е. шииты, должны были подчиняться решению духовного начальника сильнейших.
Нередко духовенство играла активную роль в политической жизни ханств. В 1814 году в Шекинском ханстве вспыхнул мятеж части населения против нового правителя генерал-майора Исмаил-хана, в котором приняло участие и духовенство. Как сообщал в своём рапорте императору Александру I командир Кавказского корпуса генерал Ртищев, присланная к нему от имени бунтовщиков депутация объявила о своей нежелательности, чтобы в ханстве, где большинство населения являются приверженцами шиитского течения ислама, управлял хан-суннит.
В Джаро-белоканских вольных обществах действовали адаты (нормы домусульманского права) и шариат. Семейное, вещное и уголовное право основывалось на основе адатов, близких к адатам аварских обществ Дагестана, но подвергшихся значительным влияниям шариата. Мусульманские казии порой принимали участие в вынесение судебных решений на основе адатов; так в 1830 году джарский казий категорически отверг предложение тогдашнего одного из руководителей мюридского движения на Северном Кавказе Гамзат-бека совершенно отказаться от адатов и заменить их шариатом.

### В период Царской России

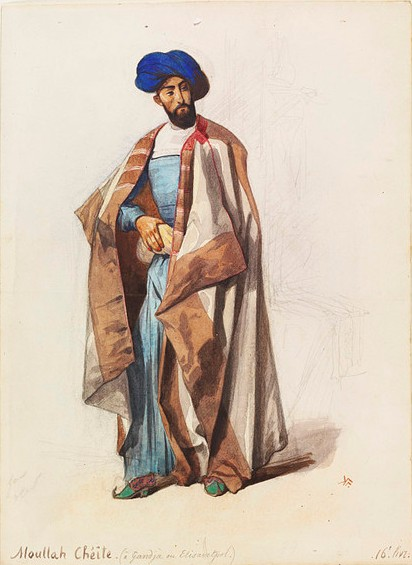
Шиитский мулла из Гянджи. Рисунок Г. Г. Гагарина, ок. 1842 г.

Аббас-Кули-Ага Бакиханов сообщал, что Бакинский уезд, половина Ширванского уезда, весь Сальян, часть Шекинского и Кубинского уездов состояло из шиитов; половина Ширвана, большая часть Шеки и Кубы — из суннитов, причём кубинские, шекинские и ширванские сунниты являлись ханафитами. Как отмечает Тадеуш Свентоховский, российские данные 1830-х гг. показывают, что соотношение шиитов и суннитов в Азербайджане было с небольшим преимуществом в пользу последних, и на 1848 год эта пропорция составляла 50:50, но уже в 1860-х в результате подавления сопротивления северокавказских горцев и массовой эмиграции мусульман-суннитов в Османскую империю, доля суннитов значительно снизилась и большинство населения стали составлять шииты-двунадесятники (иснаашариты) джафаритского мазхаба. Кроме того, русские власти усиленно отправляли православных миссионеров к ингилойцам, которых те нередко встречали враждебно. Согласно ЭСБЭ в результате миссионерской деятельности Общества восстановления православного христианства на Кавказе ингилойцы в 1860 году обратились из ислама в христианство, образовав тогда 12 приходов, но в 1863 году 9 приходов вновь перешли в ислам, причём в 1892 году было вновь обращено в христианство 62 человека.
Согласно Энциклопедическому словарю Брокгауза и Ефрона, издававшегося в конце XIX — начале XX веков, из всех губерний и областей на Кавказе мусульмане-шииты преобладали в Бакинской губернии. По данным на 1886 год, 36,28 % населения Елизаветпольской губернии составляли мусульмане-шииты, 25,20 % — мусульмане-сунниты и 0,42 % — али-аллахи. По тем же сведения 93,03 % населения Закатальского округа состояло из мусульман-суннитов. В Нахичеванском уезде преобладали мусульмане-шииты, составлявших 57 % населения уезда. По всероссийской переписи 1897 года в Бакинской губернии проживало 676,243 мусульман, в Елизаветпольской — 552,822 мусульманина.
В связи с присоединением Азербайджана к Российской империи, ширится знакомство населения с русской наукой и культурой, развиваются просветительские и философские идеи. Писатель и учёный-просветитель Бакиханов своё первое крупное произведение посвятил жизни и деяниям главных святых шиитского ислама, создав религиозное сочинение на азербайджанском языке «Рийаз ал-Кудс» («Святые цветники»). Вопреки ему, последующие писатели и поэты в своих произведения начинают подвергать критике религиозные нравы и выступают против них. К таким относился поэт Мирза Шафи Вазех, который высмеивал в своих произведениях духовенство, религиозный фанатизм и призывал к борьбе за свободу личности. Другой поэт, а также просветитель, Сеид Азим Ширвани, вернувшись из Мекки, Наджафа и других мусульманских центров, отказался от духовного звания и стал противником клерикализма, отсталости, мракобесия.

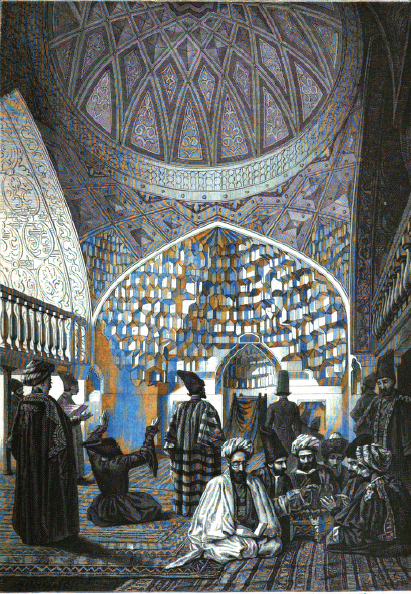
«Татары на молитве». Рисунок Метцмахера по зарисовке В. Верещагина

Наиболее воинствующую позицию по отношению к религиозным догмам занимал выдающийся азербайджанский писатель-просветитель и философ-материалист Мирза Фатали Ахундов. Он считал, что все религии — «абсурд и вымысел», которые являются главным препятствием в развитии и распространения просвещения, науки и культуры. Ахундов отвергал идею о Боге как первопричине мира, источнике бытия Вселенной, придерживаясь той точки зрения, что бытие Вселенной «…в своём происхождении не нуждается в каком-либо другом бытии и есть единое, целое, могущественное, совершенное, всеобъемлющее существо, источник множества бесчисленных разнообразных частиц вселенной относительно их субстанций…». В 1875 году он писал, что одной из причин, тормозящей процесс родного ему народа, является паломничество в Мекку, куда «ежегодно шляется миллион из Кавказского края без всякой пользы…». В своём философском труде «Три письма индийского принца Кемал-уд-Довле к персидскому принцу Джелал-уд-Довле и ответ на них сего последнего» Мирза Фатали выступал с антиисламских позиций, называя учение Мухаммеда «системой надувательства простолюдинов», а Аллаха «кровопийцей и террористом», «безнравственным и жестоким эгоистом» и т. д. По его утверждению: «Теперь нужна одна наука, которая ведёт к цивилизации, а религия, основанная на суеверии, — пустой призрак».
Крупный азербайджанский романист и драматург Нариман Нариманов написал повесть «Пир», являющееся одним из лучших образцов агитационно-пропагандистской, антирелигиозной литературы. Против религиозных предрассудков и фанатизма, в своих произведениях, выступали также поэты и писатели Сабир, Салман Мумтаз, Мухаммед Хади, Сеид Гусейн и другие. Писатель Мамед Саид Ордубади первоначально выступал с панисламистских позиций, но позже в своих сатирических произведениях он также начал бороться против религии, духовенства.
В 1904 году в Баку была сформирована первая в мусульманском мире социал-демократическая организация «Гуммет» (Энергия) и стала выходить одноимённая газета. Членами организации являлись такие видные деятели как М. Э. Расулзаде, А. Д. Ахундов, М. Г. Гаджинский, М. А. Азизбеков и Н. Нариманов. Одна из первых статей Расулзаде на страницах газеты «Гуммет» была озаглавлена словами имама Али из Корана: «Объединённые усилия мужей сдвигают горы», ставшие девизом «Гуммет». В сентябре 1917 года в Баку возникла партия Иттихад («Иттихади-ислам», то есть «Единение ислама»), базирующаяся на идеологии панисламизма.

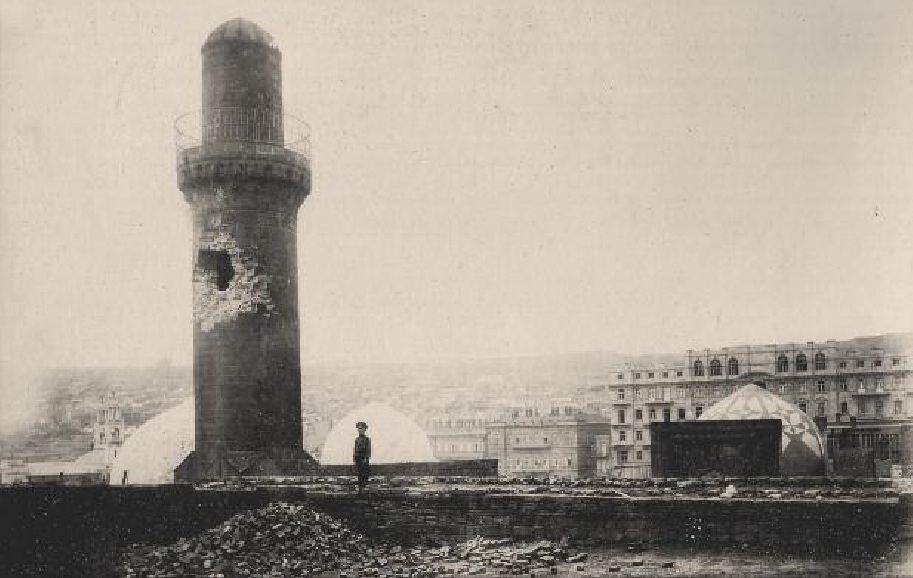
Минарет Шахской мечети с восточной стороны, повреждённый артиллерийским снарядом во время мартовских событий в Баку, 1918 год. Фото Н. Литвинцева

В марте-апреле 1918 года Бакинский Совет при поддержке вооружённых отрядов армянской партии «Дашнакцутюн» в результате кровопролитных мартовских событий утвердил свою власть в Баку. Результатом этих событий стало убийство от 3 до 12 тыс. мусульман. Аналогичные события произошли в мае того же года в Кубинском уезде, куда прибыл из Баку отправленный председателем Бакинского СНК Шаумяном без ведома и согласия иных членов Совнаркома отряд дашнаков под командованием Амазаспа. Амазасп объявил, что он прибыл для отмщения убитых армян (незадолго до этого лезгины из местных селений вынудили большевиков уйти из Кубы; вместе с ними город покинуло и армянское население) с приказом «уничтожить всех мусульман от моря (Каспийского) до Шахдага». Согласно данным следственной комиссии, сформированной правительством АДР, отряд Амазаспа сжег и разгромил город Кубу и 122 мусульманских селения Кубинского уезда. В это же время в Тифлисе была провозглашена первая на мусульманском Востоке парламентская демократическая республика — Азербайджанская Демократическая Республика (АДР), правительство которой вскоре установило контроль над большей частью территории страны. На государственном флаге АДР зелёный цвет и полумесяц символизировали ислам и исламскую цивилизацию/культуру. При мусаватистском правлении председателем Духовного управления мусульман Кавказа стал шейх-уль-ислам Ахунд Ага Ализаде (1871—1954), получивший духовное образование в Ираке. В годы существования АДР действовало Министерство народного просвещения и вероисповедания, возглавлявшееся сначала Насиб-беком Усуббековым, а затем Рашид-Ханом Каплановым.

### Ислам в Советском Азербайджане
В апреле 1920 года в Азербайджане была установлена советская власть. Министерство просвещения и исповедания АДР было упразднено. Декретами Азревкома «О свободе совести» и «О воспрещении в школах чтения и заучивания молитв и о необходимости для учащихся приобретать учебники» от 1920 года отменялось преподавание религиозных вероучений во всех государственных и частных школах. В соответствии с приказом Наркомпроса «Об отчислении лиц духовного звания от школьно-административных мест» духовные лица лишались права постоянного и даже временного исполнения обязанностей по административным должностям в школах. В первом высшем нормативно-правовом акте Азербайджана — Конституции Азербайджанской ССР 1921 года провозглашалось: «В целях обеспечения за трудящимися действительной свободы совести церковь отделяется от государства и школа от церкви, а свобода религиозной и антирелигиозной пропаганды признаётся за всеми гражданами».
В начале июля 1921 года органами Советской власти в Азербайджане была раскрыта и ликвидирована крупная подпольная организация — «Азербайджанская национальная партия защиты ислама», объединившая остатки иттихадистов. 24 февраля 1923 года пленум ЦК АКП(б) постановил усилить антирелигиозную пропаганду. В августе следующего года Бакинский комитет партии принял решение об организации Общества воинствующих безбожников в Баку.

#### Раскрепощение женщины. Кампания по снятию чадры
Ещё во второй половине XIX века видные деятели Азербайджана выступали против ношения чадры, паранджи и чачвана. К примеру, азербайджанский поэт того времени Мирза Шафи Вазех а своих стихах писал:
Распахни покрывало! Не прячь ты себя, 

Ведь не прячутся розы в саду у тебя... 

Создана ты под солнцем цвести и сиять, 

Перестань же чадрою лицо закрывать!
| |  |
| Здание в Баку, где 30 апреля 1920 года был создан первый клуб женщин имени Али Байрамова и мемориальная доска в память о данном событии |  |

По инициативе ЦК АКП(б) в 1920 году Баку был открыт Центральный женский клуб им. Али Байрамова. На первом собрании в клубе 7 азербайджанок сбросили с себя чадру, что послужило началом движения за снятие чадры в Азербайджане. На I съезде женщин Азербайджана, состоявшемся в 1921 году, революционерка Айна Султанова стала первой женщиной из мусульманской среды, публично поднявшая вопрос о жестокости предписаний Корана и шариата в отношении женщин.
Поворотный момент между властью и религией наступает во второй половине 1920-х годов, когда массовый характер приняло движение, получившее название худжум («наступление»), направленное на раскрепощение женщин Советского Востока и вовлечение их в общественный труд, за освобождение от предписаний Корана и шариата, в том числе ношения паранджи и чачвана. В ходе избирательной кампании 1928—1929 гг. свыше 10 тыс. азербайджанок сняли чадру. В обращении ЦИК и СНК АзССР «Ко всем трудящимся Азербайджана» 1 января 1929 года говорилось: «Поддерживаемая Советской властью тюрчанка из Азербайджана вступила в решительную борьбу с вековыми обычаями, держащими её на положении рабыни (многожёнство, ранние браки, обручение и. т. д.), одерживая один за другим успехи на этом фронте борьбы… С каждым днём всё большее и большее число учащихся, работниц, крестьянок в городах и сёлах поодиночке и целыми группами сбрасывают с себя чадру — эмблему женского порабощения…» Всего в течение 1929 года около 270 тыс. женщин в республики сбросили чадру.
Что касается настроений в обществе, то согласно информационному докладу Айны Султановой от 1929 года

Никаких убийств, массовых эксцессов, избиений, за исключением отдельных случаев избиений, мы не наблюдаем. Был единственный случай убийства женщины в Кубинском уезде, который с некоторой натяжкой можно было бы объяснить из-за снятия чадры. Этот случай был отмечен показательным судом и строгим наказанием убийцы (расстрелом). Другого такого случая у нас не было. Но имеют место и носят массовый характер некоторые виды хулиганства — насмешки по адресу снявших чадру, приставания, словесные оскорбления и. т. д."

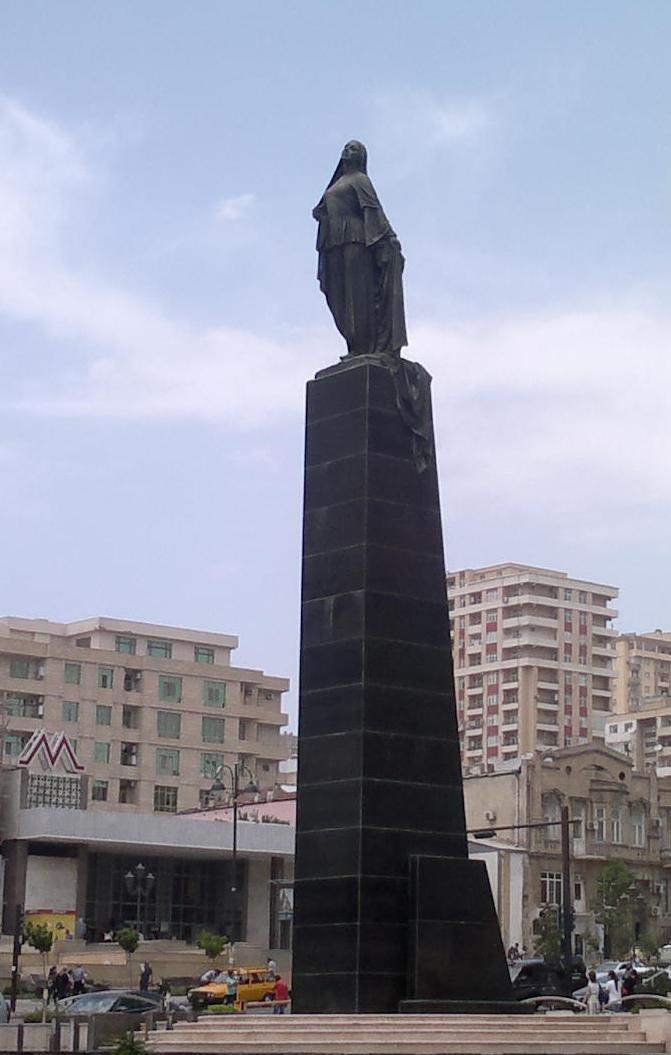
В память героини пьесы Джафара Джаббарлы «Севиль» в Баку воздвигнут Монумент «Освобождённая женщина» — памятник женщине, снимающей чадру (скульптор — Фуад Абдурахманов, 1960)

По иным же имеющимся сведениям насмешки в отношении снявших чадру приняли крайне оскорбительный характер. Дело доходило до изнасилований. В Ленкоране подростки пристали к молодой девушке, напоили её вином и выгнали на улицу под улюлюканье толпы. Слухи о том, что коммунисты хотят «морально обесчестить» девушек и превратить их в «проституток» вызвали панические настроения в обществе. В Шуше распространился даже слух, что кампанию по снятию чадры придумали армяне, чтоб отобрать азербайджанских женщин. Девушек клеймили позором и обвиняли в том, что они отвергли свою исламскую веру ради того, чтобы уйти к молодым армянам. Чтоб защитить своих женщин, крестьяне увозили их в другие места, либо уезжали к родственникам и возвращались в свои села лишь тогда, когда агитаторы покидали их. Когда стало известно, что в селении Хазра Нухинского уезда собираются прибыть активисты за снятие чадры, жители заперли своих женщин в мечети и выставили охрану. В селении Джими Кубинского уезда, когда до этого населённого пункта также дошла весть о том, что сюда должны прибыть агитаторы, крестьяне собрались на сходе, на котором один из них выразил общее мнение: «Не приводите своих жён на собрание, их сделают проститутками и используют приехавшие из Кубы».
В провинциях партийные функционеры отказывались даже обсуждать вопрос о снятии чадры. Сельские коммунисты не хотели ставить крест на своём авторитете и уважении в деревне, да и немалая часть из них продолжала придерживаться патриархальных взглядов. К примеру, в нахичеванском селении Кюки, несмотря на давление со стороны представителей городских коммунистов, «комсомольцы и члены партии были против снятия чадры». В Ордубаде один видный член партии даже наставлял свою супругу, как ей вести себя на собрании: «Если тебя заставят снимать чадру, если даже на собрании я прикажу тебе снять чадру, ты не снимай. Никто насильно не может заставить тебя это делать».

#### Положение ислама в последующие годы
В 1930-х годах разворачивается преследование духовенства, закрываются мечети. В 1933 году по всей республике осталось всего 17 мечетей, из которых 11 были шиитскими, 2 суннитские и 4 смешанные, где шииты и сунниты по очереди совершали в них намаз. Свиетоховский пишет:

Как религия ислам, несомненно, понёс страшный урон от репрессий и атмосферы террора. Его ритуалы уже не соблюдались публично, религия была «приватизирована» и спрятана в недрах семейной жизни — наиболее стабильного и консервативного социального института в Азербайджане. Некоторые учёные отмечали, что женщины, которые получили больше, чем кто либо, от ранней советской секуляризации, приобретя скорее формальное, чем реальное равенство прав, впоследствии взяли на себя роль защитников традиций, куда входило и сохранение элементарной исламской идентичности.

Абасов следующим образом описывает состояние ислама того времени:

Ислам — реальный ислам, а не его культурные и психологические следствия — остался в деревне, особенно в некоторых, упорно сохраняющих религиозность, преимущественно шиитских регионах (Ленкорань, Апшерон). Но это, если так можно выразиться, «тёмный» ислам. За 70 лет советской власти Коран так и не был переведён на азербайджанский язык, напротив, власти этому всячески препятствовали. В отличие от высокообразованных религиозных деятелей Ирана, в Азербайджане ислам был отдан на откуп полуграмотным муллам, так как все обучавшиеся в царское время в Наджафе и Шаме азербайджанские религиозные деятели были уничтожены ещё до войны. Между тем, решая «проблему» мечети, большевики закрывали глаза на многочисленные случаи поклонения пирам и другим святым местам. В Масаллинском, Биласуарском, Джалилабадском и Ленкоранском районах, где уровень религиозности населения был очень высок, намазы и праздники происходили тайно по домам или же в священных местах — пирах. Те же процессы проистекали в Казахском, Таузском, Шамхорском, Евлахском, Дивичинском и Кусарском районах, население которых отправляло религиозные обряды тайно на домах и в святых местах.

В октябре 1959 года в Азербайджанской ССР прошёл V съезд Духовного управления мусульман Закавказья, избравший 7 членов управления (4-х шиитов и 3-х суннитов):
- Мирмохсун Хаким-заде (шиит), шейх-уль-ислам, председатель духовного управления;
- Молла Али-ага Сулейман-заде (шиит), ахунд мечети «Таза-пир»;
- Мирабдулхалыг Мирабдулбагизаде (шиит), ахунд Маштагинской мечети;
- Гаджи-Шихали Яхшибеков (шиит);
- Шариф-эфенди Велизаде (суннит), муфтий, заместитель председателя Духовного управления;
- Хасан-эфенди Тариэладзе (суннит), имам Батумской мечети;
- Нурулла-эфенди Бекяшев (суннит), имам Тбилисской мечети.

В середине 1960-х годов аппарат Уполномоченного по делам религий провел исследование, которое выявило районы проживания суннитов и шиитов в Азербайджане:
- Шииты составляли три пятых мусульманского населения восточных, южных и западных районов Азербайджана;
- Сунниты в основном проживали в приграничных с Дагестаном районах.

То же исследование показало разный уровень религиозности в различных районах Азербайджана:
- Низкий уровень религиозности в западных районах Азербайджана, где не было ни зарегистрированных, ни незарегистрированных мечетей — в Казахском, Товузском, Шамхорском, Кедабекском, Ханларском и Касум-Исмаиловском;
- Высокий уровень религиозности в южных районах Азербайджана, где было влияние Ирана. В исследовании указывалось, что районы Масаллы, Ленкорань и Ордубад в досоветский и советский периоды были основными центрами подготовки мулл, певчих и чтецов религиозных стихов.

Исследование также показало, что частота исполнения религиозных обрядов была выше у суннитов, чем у шиитов: число молящихся в суннитских мечетях Белокан, Закатал и Нухи и в смешанных шиитско-суннитских мечетях Геокчая, Хачмаза и «Аждарбек» превосходило число молящихся в шиитских мечетях. Исследование показало, что 80-90 % верующих Азербайджана были старше 50 лет, 60 % верующих были женщинами. Среди представителей интеллигенции было мало лиц, исполнявших религиозные обряды. Например, среди молившихся в мечети «Таза-пир» был только один врач и один инженер-нефтяник (оба старше 70 лет).
В 1976 году в Азербайджане было 16 зарегистрированных мечетей и одна медресе, а в 1985 год] насчитывалось всего 18 зарегистрированных мечетей. В 1988 году был открыт Kovser Bank (прежнее название Universal bank). В настоящее время он является единственным в Азербайджане исламским банком, работающий по принципу исламского банкинга. В 1989 году в Баку возник Исламский университет.

### Современное время

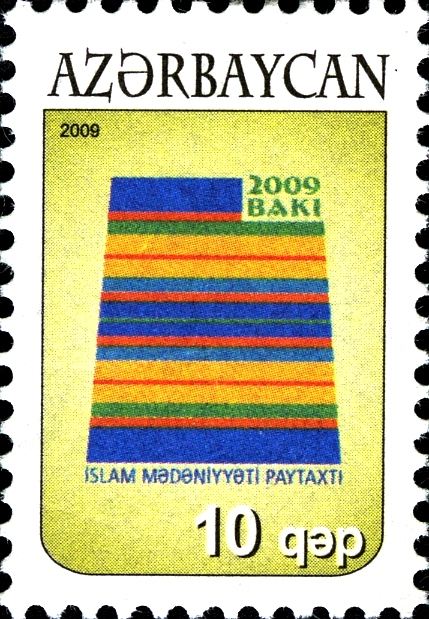
Марка Азербайджана, посвящённая избранию Баку столицей Исламской культуры в 2009 году

В 1991 году в Азербайджане возникла Исламская партия Азербайджана. 10 декабря того же года Азербайджан стал членом Организации Исламской Конференции (ОИК). 18 августа 1992 года Милли Меджлис принял Закон «О свободе вероисповедания», в котором провозглашалось отделение религии от государства, взаимное невмешательство их в дела друг друга, равенство перед законом всех религий и. т. п.. Ст. 18 Конституции Азербайджана 1995 года провозглашает:

I. В Азербайджанской Республике религия отделена от государства. Все вероисповедания равны перед законом. 

II. Запрещается распространение и пропаганда религий (религиозных течений), унижающих достоинство личности и противоречащих принципам человечности. 

III. Государственная система образования носит светский характер.

В 2001 году в Азербайджане был создан Государственный комитет по работе с религиозными организациями, отвечающей за регулирование деятельности религиозных организаций и обеспечение свободы вероисповедания в Азербайджане. В 2007 году Баку был избран столицей Исламской культуры на 2009 год.

## Ашура

### Общие сведения

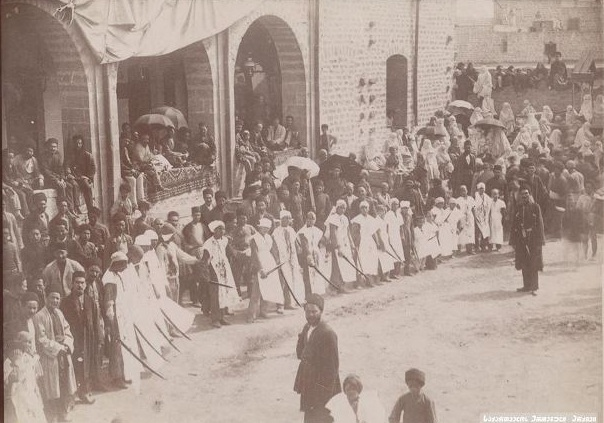
Самоистязатели с мечами во время церемонии Ашуры в одном из сёл близ Баку. 1910-е

Ашура — десятый день мусульманского месяца магеррам. Этот день связан со многими знаменательными событиями из истории Ислама. Для мусульман-шиитов этот день — день траура по внуку пророка Мухаммеда и сыну последнего праведного халифа, имама Али — имаму Хусейну. Последний трагически погиб 10 октября 680 года вместе с 72 сторонниками (среди них было много родственников Хусейна и соответственно членов семьи пророка) в бою против 4-тысячной армии халифа Йазида I. События в Кербеле имели огромное значение на дальнейшие политические события и способствовала религиозному и политическому объединению приверженцев рода Али. Хусейн стал не только символом шиитского движения, но и значительнейшей фигурой всего мусульманского мира.
В день Ашура мусульмане-шииты читают траурно-погребальные элегии (марсия), а также устраивают особые театрализованные представления, воспроизводящие эпизоды сражения при Кербеле и гибели всех шахидов, в том числе и Хусейна. По городам и селениям в дни траура проходят шествия скорбящих, которые несут чёрные знамёна, причём некоторые участники шествия бьют себя кулаками в грудь и наносят колото-режущие удары цепями и кинжалами. В этот день принято устраивать поминальное угощение (эхсан). В месяц Мухаррам и в последующий месяц Сафар (в течение 40 дней со дня смерти Хусейна) мусульмане-шииты воздерживаются от проведения свадеб и других торжеств. В Нахичеванском регионе ещё в 1930-х гг. перед последней средой в году зажигали костры. Это делалось, как поясняли шиитские улемы, в память тех сигнальных огней, которые были зажжены в Куфе после убийства имама Хусейна. Этими сигнальными огнями объявлялось выступление в поход для отомщения за смерть внука пророка. Однако К. Н. Смирнов рассматривает традицию зажигание костров как на остаток зороастризма.

### Конец XIX — начало XX вв.
В конце XIX — начале XX веков отмечалось отличие характера празднования Магеррама в Закавказье: «Наши закавказские шииты (в Шуше, Шемахе, Кубе, Эривани, Дербенте и пр.) отличаются большим фанатизмом в праздновании Мохаррем, чем жители самой Персии, и потому набожные персы приезжают на эти дни из Ирана в Закавказье». Поэты, особенно карабахские, которые отличались ревностным шиизмом, подражая поэтам из Иранского Азербайджана (Раджи, Кумри и.т.д.), создали множество ноха и марсия. Некоторые (например Закир) даже превзошли своих учителей. Более того, во время религиозных мистерий в день ашуры шииты исполняли куплеты, сочинённые ещё Молла Панах Вагифом. В Карабахе всякий по-азербайджански грамотный шиит первым делом начинал своё творчество с ноха и марсия.
В царское время празднование Ашуры подвергалось критике некоторыми представителями азербайджанского просвещения. Например, Мирза Фатали Ахундов, известный своими атеистическими взглядами, в 1877 году писал, что «…соблюдение нами траура выглядит скорее всего жалобой, направленной на волю всевышнего в том смысле: почему, дескать, ты допустил гибель имама Гусейна? Мы, мол, не хотели бы, чтобы Шумр отрезал голову этому святому, а почему же ты дал ему возможность совершить это злодеяние?» «Держать траур — это надуманное. Это надумано шиитскими властителями для поддержания своей династической политики». Осуждая как мешающее прогрессу «обряд сетования по погибшим от рук Омаидов имамам…», Ахундов восклицал:

Разве мало у нас самих горя, чтобы ещё тратить время на воспоминания события, которое совершилось 1000 лет и более тому назад? Какая же польза от этого, кроме вреда? Мы тратим время, отвлекаемся от житейских занятий, кормим дармоедов-рассказчиков, ничем не занимающихся, кроме выдумок отвратительно нелепых басен и легенд, необходимых им для прикрашивания своих рассказов.

В отличие от философа-материалиста Ахундова, такие органы печати как газета Каспий, наоборот, прославляли шахсей-вахсей. Так, в своём выпуске от 5 ноября 1915 года газета Каспий писала, что имам Хусейн «решил умереть, дабы своей мученической смертью охранить право и свободу от произвола и насилий узурпатора… Имам Хусейн своей кровью и кровью своих родных и близких искупил человеческие свободу и право». Важное значение гибели Хусейна придавал также Мамед Эмин Расулзаде. О первом праздновании магеррама после революции 1917 года он говорил как о великом дне национальной гордости и достоинства. Майк Смит пишет:

Раз в год в Магеррам благочестивая мусульманская беднота из индустриальных районов Баку поминала мученическую кончину Хусейна и устраивала в этой связи театрализованные представления столь же эмоционально, как и их братья-шииты в других частях мусульманского мира. Раз в год их мечети и дома драпировались чёрным шёлком, и повсюду вывешивались траурные флаги с символичным изображением «пятерицы» (беш): поднятой вверх руки с пятью пальцами и ладонью наружу. Этот знак символизировал главных святых, «святое семейство» шиитского ислама (пророка Мухаммеда, его дочь Фатиму, зятя Али и внуков Хасана и Хусейна). Раз в год правоверные собирались в общественных местах и частных домах, чтобы вместе посмотреть духовные театрализованные представления и вновь послушать пересказ событий в Кербеле. На городских улицах появлялись процессии мужчин, бичующих себя цепями и хлыстами или наносящих себе режущие удары острыми лезвиями под убыстряющийся ритм «шахсей, вахсей» — «Шах Хусейн, ва Хусейн» (Господин Хусейн! увы, Хусейн!), в сопровождении плачущих и поющих женщин и детей. Своего пика эти процессии достигали к десятому (ашура) дню Магеррама, когда освещённые зыбким светом фонарей бичующие себя мужчины и те, кто их сопровождал, под звук барабанов и труб, цимбал и песнопений заполняли улицы Баку до глубокой ночи….

На улицах Баку в последние годы существования Российской империи дни празднования магеррама часто сопровождались столкновениями благочестивых мусульман с царской полицией. Последняя старалась оттеснить тех в районы их проживания.

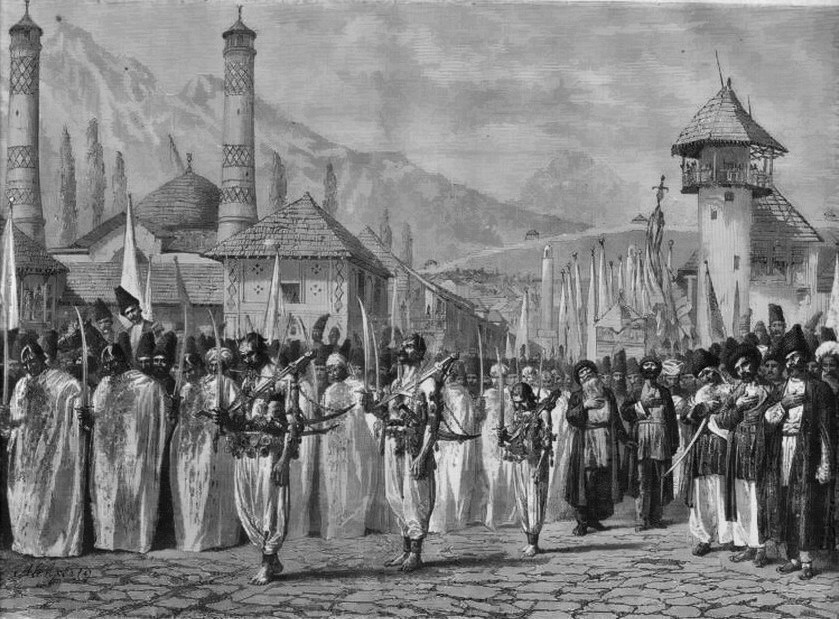
Религиозная процессия на празднике Мохаррем в Шуше. Картина В. В. Верещагина, 1865 год.
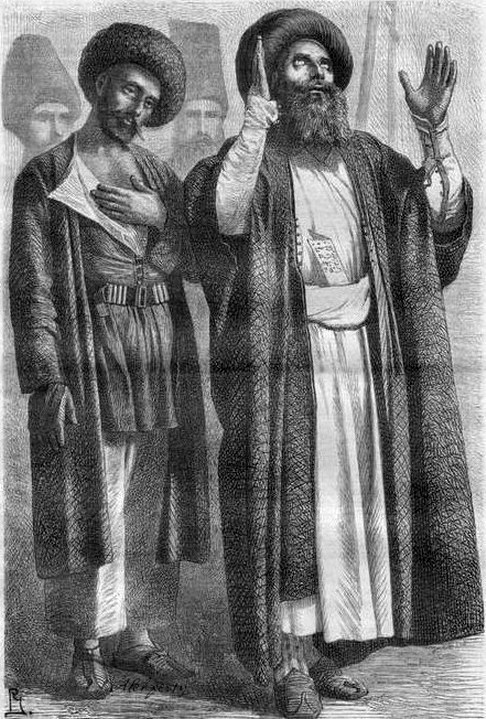
Религиозная процессия Мухаррам в Шуше. Рисунок В. В. Верещагина, 1865 год.
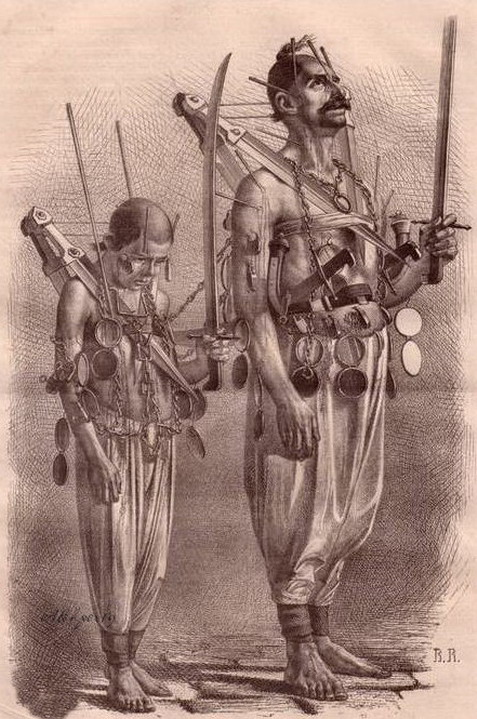
Самоистязатели в Шуше. Рисунок В. В. Верещагина, 1865 год.

### Ашура в Советское время
При Наримане Нариманове процессии в дни Мухаррама проходили ещё открыто. Позже руководство республики начало проводить политику, направленную против обряда «шахсей-вахсей», поскольку участие рабочих и крестьян в публичных «фанатических самоистязаниях» с причинением себе боли и вреда здоровью рассматривалось правительством как «вредный» пережиток прошлого. Несмотря на призывы правительства не принимать участие в самоистязаниях и религиозных выступлениях, в нефтяном районе Баку наблюдались публичные самобичевания. Решительное сопротивление власти было оказано на селе. Более того сельские коммунисты и порой даже функционеры партии нередко сами принимали участие в процессиях бичующих. По свидетельству очевидцев, в начале 1920-х гг. нарком снабжения Нахичеванской АССР Гаджи Мирбаги Миргейдарзаде возглавлял процессию тех, кто занимался самобичеванием и бил себя в грудь.
В соответствии с постановлениями правительств Азербайджанской, Грузинской и Туркменской ССР с 1929 года были запрещены ритуальные шествия с самоистязаниями участников. Как замечает Аббасов, "шиизм в Азербайджане демонстрирует большую сопротивляемость советской атеизации, чем суннизм. Наглядным тому основанием служит то, что в траурный день Мухаррама, в отличие от общемусульманских праздников, наблюдалась высокая степень посещаемости мечетей. К примеру, если в 1983 году в обычный день мечети посещали 1030 человек, в пятницу — 2900, в Ураза-байрам — 5300, Курбан-байрам — 3400, то в Мухаррам — 68 тыс..
В Азербайджане именем имама Хусейна названа Центральная площадь в бакинском посёлке Нардаран.

## Исламская культура

### Искусство и архитектура

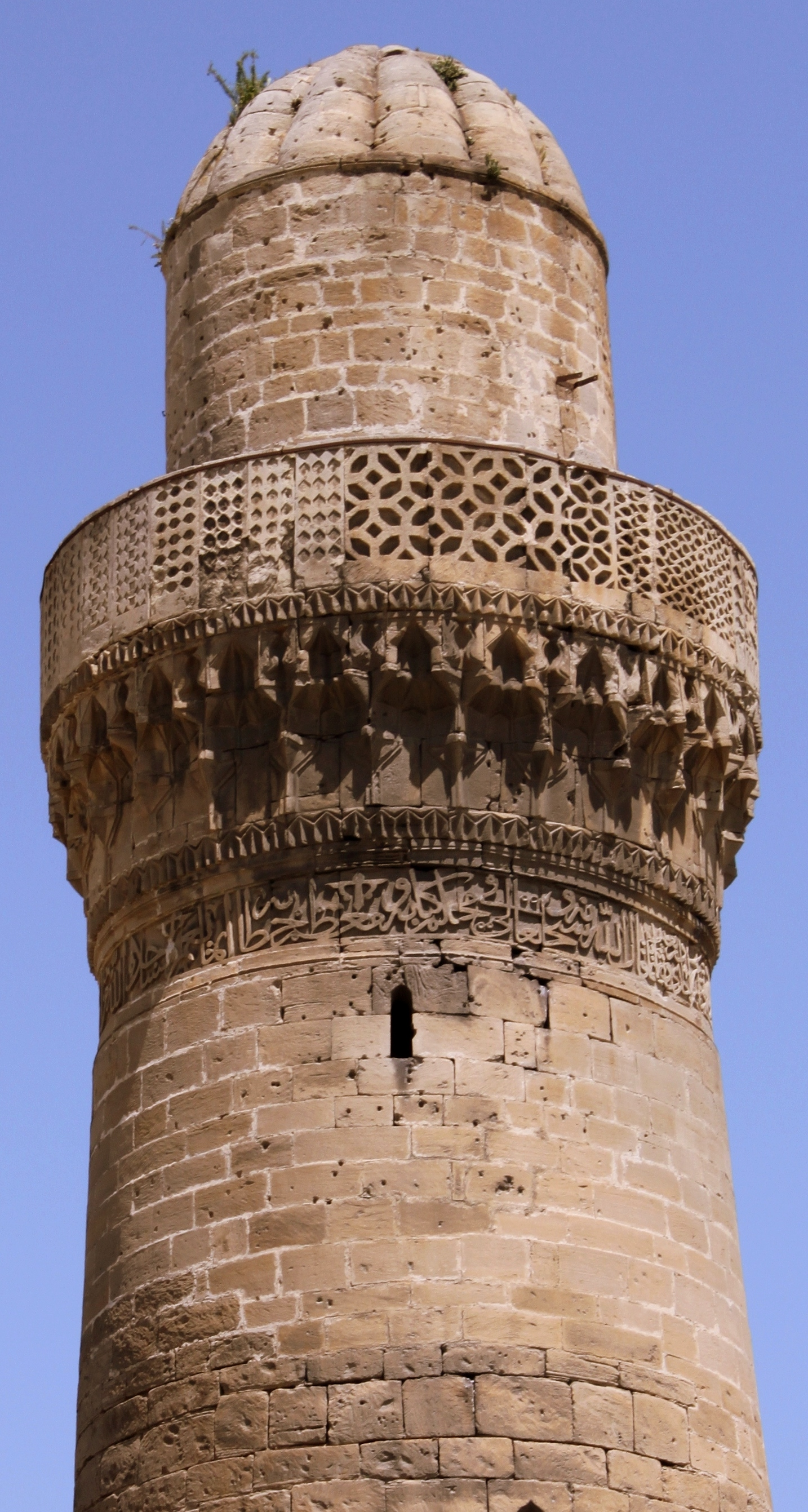
Минарет XV века Джума-мечети в Баку

С распространением ислама в Азербайджане началось строительство мусульманских культовых сооружений. Старейшими мечетями в стране, сохранившимися до наших дней, являются Джума-мечеть в Шемахе и мечеть в Ахсу, сооружённые в VIII веке. Одним из значительных памятников исламского зодчества Азербайджана, но а также особо чтимая мусульманами-шиитами святыня, является Мечеть Биби-Эйбат, построенная над гробницей Укеймы — дочери седьмого имама Мусы аль-Казима. Каменная надпись на гробнице гласит: «Здесь погребена Укейма ханум, потомок пророка Мухаммеда, внучка шестого имама Джафари Садиги, дочь седьмого имама Мусеи Казыма, сестра восьмого имама Ризы». Помимо Биби-Эйбата, в Азербайджане походятся ещё две гробнице дочерей седьмого шиитского имама: одна — Рахиме-Ханым, в бакинском посёлке Нардаран, другая — Лейла-ханум, в посёлке Бильгях.
В конце XVII века на Апшероне строятся Т-образные в плане мечети, что было обусловлено стремлением зодчих доступными им конструктивными средствами добиться создания достаточно ёмких помещений. Такими примерами являются мечети в селениях Дигях и Бузовна. В 1663 году зодчим-устадом Мурад Али в посёлке Нардаран была сооружена Мечеть Гаджи-Бахши, которая может служить примером высокого уровня апшеронского каменного зодчества XVII века, успешно продолжавшее традиции высокого мастерства, достигнутого ещё в XV веке.
В средневековом городе Старая Ганджа (близ современной Гянджи) проводились археологические раскопки, в ходе которых был открыт ряд кирпичных домов и разветвлённая система водопроводных глиняных труб. Было найдено много художественной поливной посуды не только в Гандже, но и в других средневековых городах Азербайджана. Она похожа на среднеазиатскую по технике изготовления и по характеру красок, однако по рисункам резко отличается. Здесь помимо геометрических и растительных узоров встречаются изображения лошадей, верблюдов, джейранов, зайцев, фазанов и др. Отмечается, что такое различие гончарной продукции имеет религиозные корни. Так, если Средняя Азия была заселена суннитами, строго соблюдавшими мусульманский запрет изображать живые существа, то на территории Азербайджана проживали шииты, часто нарушавшие этот запрет.
В Советском Азербайджане были сняты фильмы, в которых присутствовала религиозная тематика, но порой они носили агитационно-пропагандистский характер. Например, в период борьбы с обрядом шахсей-вахсей в дни Ашура, в 1925 году вышла социальная драма «Во имя Бога» (другое название — «Шахсей-вахсей»), ставшей первой успешной постановкой азербайджанского кино, осуществлённый по сценарию П. Бляхина актёром и режиссёром Аббас-Мирзой Шарифзаде. Сцена шахсей-вахсея присутствует также в фильме «26 бакинских комиссаров», вышедшей на экраны в 1965 году. В этой картине, губернский комиссар Мешади Азизбеков в разгар траурной церемонии направляется в мечеть искать спрятанный там хлеб, при этом его не останавливают угрозы фанатиков.
В Азербайджане существует несколько музыкальных групп, исполняющие религиозные исламские песни. Наиболее известная из них «Ахли Бейт», остальные «Ковсер» и «Нур».

### Мечети Азербайджана
| - Мечеть Биби-Эйбат - Мечеть Абу Бакр - Дворцовая мечеть в Баку - Джума мечеть (Маштага) - Джума-мечеть (Баку) - Мечеть Мухаммеда (Баку) - Мечеть Садарак - Мечеть Тезепир - Мечеть Шахидов - Мечеть Имама Гасана - Мечеть Туба-Шахи - Мечеть Ага - Мечеть Фатимеи-Захра - Мечеть Гейдара | - Верхняя мечеть Гевхар-аги - Мечеть Саатлы - Нижняя мечеть Гевхар-аги | - Джума-мечеть (Шеки) - Минарет мечети Гилейли - Мечеть Омар Эфенди | - Агдамская мечеть - Мечеть Гияс ад-Дина - Джума-мечеть (Гянджа) - Джума-мечеть (Ордубад) - Джума-мечеть (Шемахы) - Заваро (мечеть) - Мечеть Туба-Шахи - Мечеть Угурбейли |

### Пиры и имамзаде

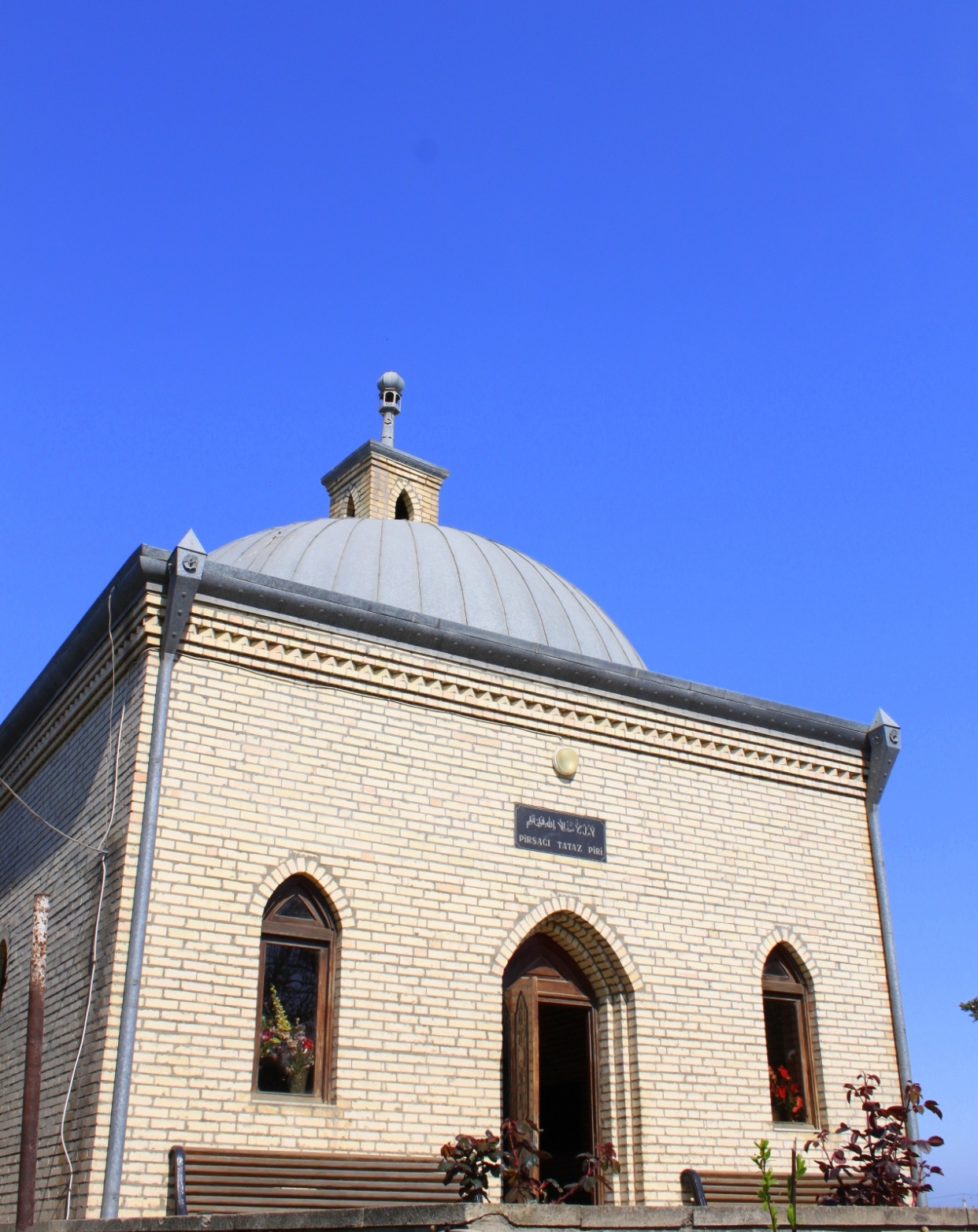
Пир «Пиршаги татаз» в бакинском посёлке Пиршаги

Именем «пир» или «оджаг» азербайджанцы называют «священные места» («святилища») — места культа и находящиеся там предметы культа. Пиры являются святилищами не только в Закавказье, но и на Северо-Восточном Кавказе. Наиболее знаменитые пиры в пещерах Азербайджана — Курбан Кесилен Зачасы, Асаф Кехф (Нахичевань), Аг-Кага и Кара-Кага (Кубатлинский район), Бенефша (Кубинский район), расположенный на высоте около 800 метров.
С именем халифа и первого имама Али связаны топонимы в Талыше — Али-риз («След Али») и Али-чопан. В первом случае на невысокой скале, на правом берегу реки Улюмчай, имеется несколько углублений, одно из которых, похожее на отпечаток ноги человека длиной около 60 см, почитается как след Али, а круглые углубления поодаль — как следы его коня. Али-чопан — проход между двумя камнями на тропе от селения Монидигя в Зуванд.

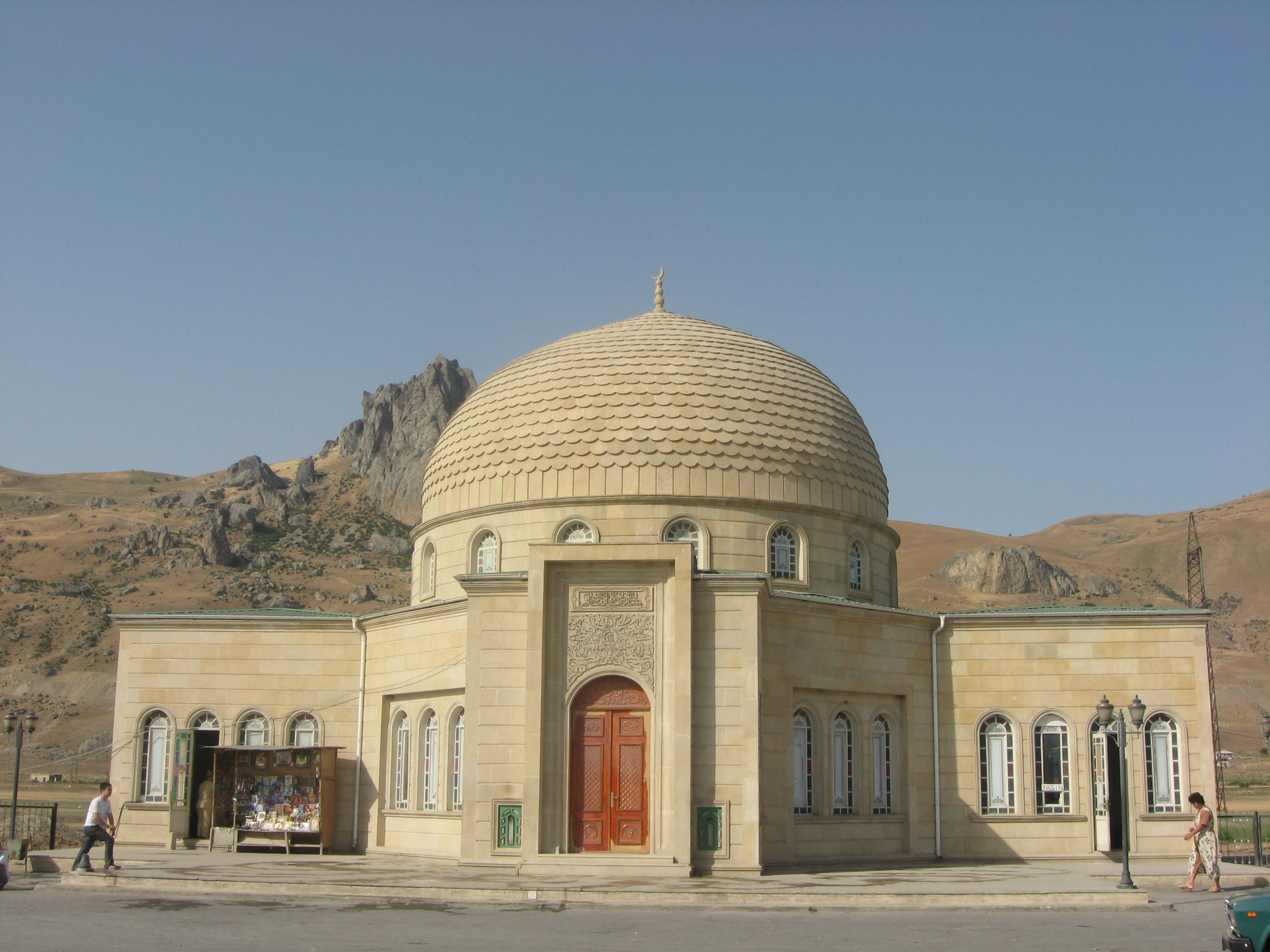
Пир Хыдыр Зунджа у подножья горы Бешбармаг

У азербайджанских курдов почитания пиров имело распространение вплоть до 1930-х гг. А. Алекперов, исследовав в 1920-х гг. пиры курдов Кельбаджарского и Лачинского районов, выделил три группы:
- каменные курганы, образовавшиеся в результате бросания камней на святые места. Эта группа пиров почитались в основном курдами-кочевниками;
- у оседлых курдов почитание пиров было связаны с верой в могилы святых, с культом предков;
- третья группа пиров была распространена как среди оседлых, так и среди кочевого населения и отражала культы дерева, камня, воды.

Помимо пиров, особым почитанием у верующих пользуются также имамзаде — мавзолеи, где по преданию, захоронены потомки пророка Мухаммеда от Али и Фатимы. Наиболее известным из таких является Имамзаде (Гёй-Имам), расположенный в 7 км от Гянджи. На мавзолее сохранилась реставрационная надпись с датой 1878—1879 гг., сообщающая, что данное сооружение возведено над могилой Ибрагима, сына пятого шиитского имама Мухаммада аль-Багира, скончавшегося около 120 г. хиджры (VIII в.). В Нахичеванской Автономной Республике находятся также могилы двух детей седьмого имама — Мусы аль-Казима: имазаде Агыл (также Сеид-Аазам) в с. Нехрам (Бабекский район) и имамзаде Султан Ибрагим около с. Ханухлар (Шарурский район). На старом кладбище в с. Зейве-Дуденге Шарурского района, на холме расположено ещё имам-заде, но чья это могила неизвестно (трое дочерей имама аль-Казима, как было сказано, захоронены в районе Баку).

### Ислам в жизни общества
Ислам не только религия, но и образ жизни. В то время как у прибрежных лезгин нормы мусульманского права имели большое распространение, у горных лезгин, рутулов, цахуров в семейном и общественном быту намного больше сохранились нормы обычного права — адаты. Согласно Энциклопедическому словарю Брокгауза и Евфрона, наибольшим фанатизмом из народов Кавказского края, исповедующих ислам, помимо горцев Дагестана, отличались также таты-мусульмане и адербейджанские татары (азербайджанцы), но относительно азербайджанцев ЭСБЭ также отмечает, что «в религии они хотя и мусульмане, но очень толерантны». О положении Ислама среди ингилойцев, которые будучи мусульманами праздновали христианские праздники, А. С. Хаханов в конце XIX века писал: «Мусульманство их состоит в том, что один раз в неделю — пятницу — в ограде мечети собирались представители фамилий и слушали чтение Корана на непонятном для них арабском языке.»

#### Брачно-семейные отношения

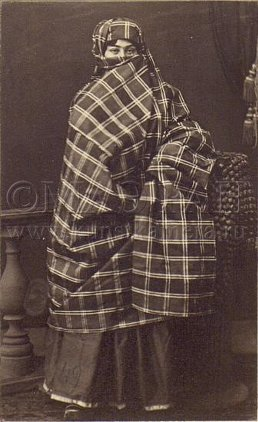
Азербайджанка из Баку, XIX век.

Несмотря на влияние Ислама, женщины из лезгиноязычных народов и талышки пользовались большей свободой, нежели азербайджанки. Женщины-азербайджанки носили чадру и при встрече с мужчиной они отворачивались, что было свойственно многим восточным народов, и ждали пока тот не пройдёт. У кубинских лезгин, например, такого обычая не было, хотя при встрече с женщиной мужчина также ни в коем случае не должен был с ней разговаривать. По сообщению Агашириновой: «поэтому, как говорили старожилы многих сёл Кусарского района, азербайджанки, которые жили по соседству с лезгинами, всегда завидовали их женщинам и предпочитали выходить замуж за лезгин». В дореволюционный период в Азербайджане брак заключался по шариату — в присутствии муллы и скреплялся подписями, а иногда и печатями. У азербайджанцев также практиковалось многожёнство. Хотя шариат допускает возможность иметь до четырёх жён, в азербайджанской среде, как и у других мусульманских народов, оно было принято в основном в верхушечных слоях населения. В крестьянской среде многожёнство являлось редким явлением и чаще было связано с бездетностью первой супруги или невозможностью ею по причине тяжёлой болезни заниматься домашним хозяйством. Многожёнство (в основном двоежёнство) имели место и у татов, а также у курдов, но опять же, в основном среди зажиточного населения. После установление Советской власти, постановлением АзЦИК в 1923 году была введена уголовная ответственность за многожёнство в виде принудительных работ, либо при повторном вступлении в брак «лишением свободы со строгой изоляцией не ниже двух лет». Позже в 1925 году ответственность была ужесточена до наказания в виде лишения свободы сроком на пять лет. Случаи двоежёнства долгое время фиксировались в Азербайджане, но как правило связаны они были с бездетностью первой супруги. В подобных ситуациях либо оформлялся развод с первой супругой и она оставалась жить в доме мужа, либо по шариату заключался второй брак. УК Азербайджанской ССР 1922 года устанавливал наказание за продолжение сожительства с прежним супругом в случае расторжении брака в целях вступления в новый брак. Касаясь азербайджанской этнической среды, то азербайджанки-шиитки никогда не вступали в брак с азербайджанцами-суннитами. Однако азербайджанки-суннитки выходили замуж за азербайджанцев-шиитов и переходили в шиизм, причём, как замечал Арасханианц, это было довольно обычным явлением. По шариату, пожелавшему развестись мужчине, достаточно было в присутствии свидетелей трижды произнести что такая-то женщина ему больше не жена, бросив при этом трижды камешки, и развод считался состоявшимся. Если же инициатором развода выступала женщина, то она должна была, по шариату, при свидетелях произнести «Кэбиним алал, джаным азад» («Возьми мой кебин и освободи мою душу»), после чего она возвращалась в свой родной дом лишь со своим приданым.

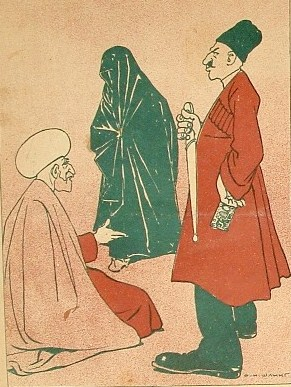
Заключение брака у муллы. Карикатура из журнала «Молла Насреддин». Худ. Оскар Шмерлинг

В шиитском исламе существует институт временного брака (мут’а, сига), заключаемый от одного дня до 99 лет. Сунниты не признают эту форму брака, считая, что он был отменён ещё самим пророком Мухаммедом (в шиитских и суннитских источниках, однако, зафиксировано, что инициатором запрета временного брака стал халиф Умар), и воспринимают его как прелюбодеяние; его отвергает также одно из шиитских течений — зейдиты. Шиитские учёные отвергают эти утверждения, ссылаясь на соответствующий аят из Корана и многочисленные хадисы, где говорится о дозволенности временного брак. Они указывают на ряд противоречий в суннитских сборниках, а решение халифа Умара считают незаконным. В Азербайджане, где подавляющая часть населения принадлежит к шиитскому течению ислама, была известна такая форма брака. Стоит подчеркнуть, что в царское время у бедняка и мусульманского служителя (муллы) имелись разные возможности для вступления в брак, даже временный. Если первый мог даже не иметь супругу, то у второго их могло быть сколько угодно. Агамалы оглы вспоминал: «В Нахичевани когда-то жил хаджи Салах Ага Ахундов, который, кроме основных (четырёх. — прим.) жён, имел ещё 60 „сигэ“ (временных жён)… Он всех своих жён заразил триппером, так как, по уверениям знахаря, только ласки молодых женщин могли спасти его от… ужасной болезни, причина которой — нечаянное грехопадение в Тифлисе. Этот Ахундов — духовный глава, пользовался повсеместным уважением и считался человеком намуса». После установления Советской власти в Азербайджане вступление во временный брак стало уголовно наказуемым явлением. Мужчины, вступавшие в такой брак, могли получить до пяти лет лишения свободы.
У азербайджанцев элементы ислама тесно переплелись с их обычаями и традициями. В семье с первых месяцев ждут беременности невестки. При бесплодии женщину отводили в «пир». У муллы порой приобретали «молитву», которая молодая девушка носила при себе в качестве амулета. В течение сорока дней после родов у азербайджанцев женщина считалась «нечистой» и этот период рассматривался как наиболее опасный для жизни матери и ребёнка. Завершение этого периода (гырхлы) сопровождался ритуальным обрядом — гырхачар, гырх текмэк. Прежде чем его совершить роженицу с ребёнком купали, затем на голову им выливали приготовленную в специальном сосуде воду, приговаривая: «Рука моя, а помощь Аллаха». В дальнейшем наиболее значительным событием в жизни каждого азербайджанского мальчика является мусульманский обычай обрезания (суннет-той). У азербайджанцев наиболее подходящим временем для этого принято считать возраст от трёх-четырёх до десяти лет, но сделать это старались до того как ребёнок пойдёт в школу.

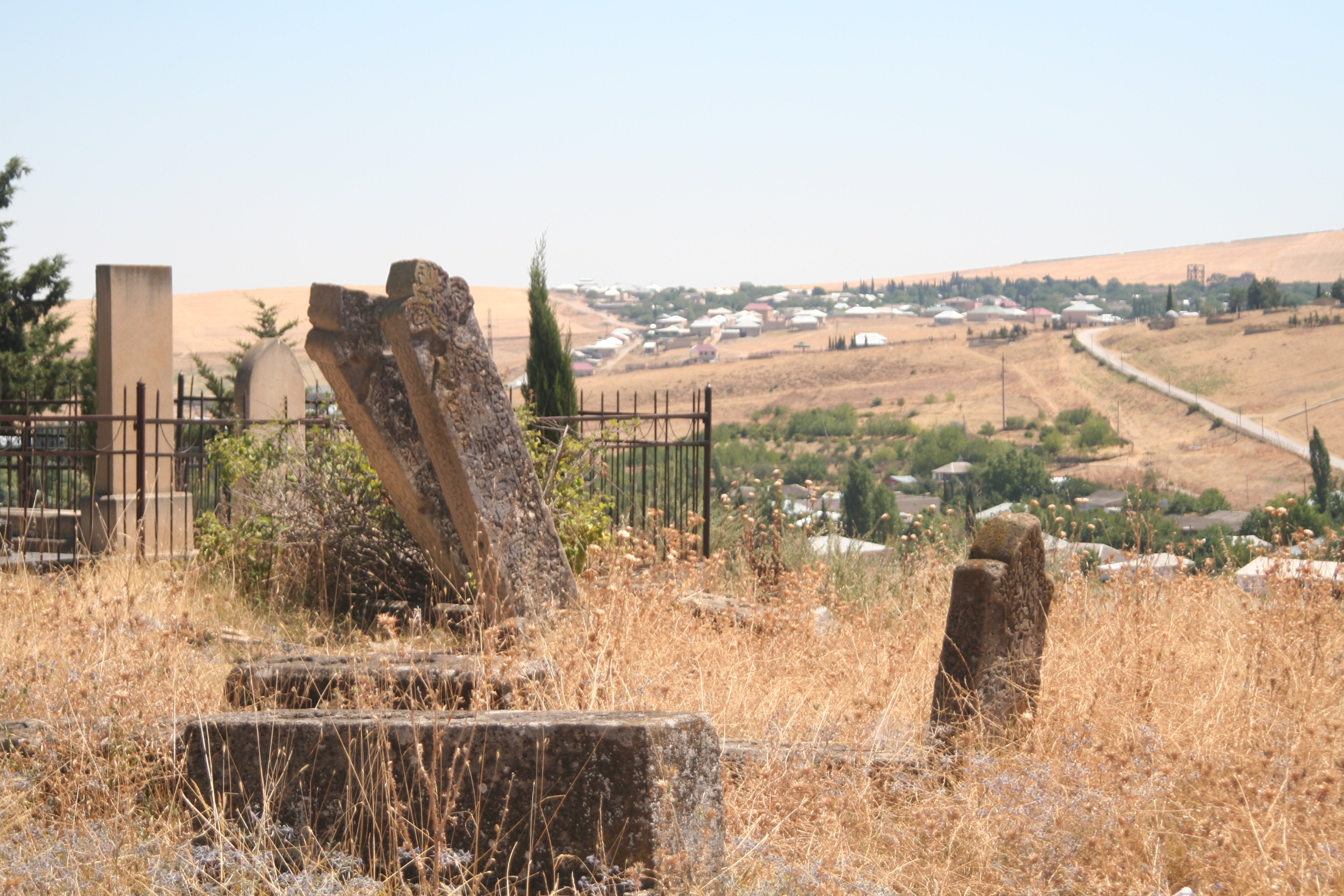
Старинные Мусульманские надгробья на кладбище «Шахандан» в Шемахе, обращённые лицом в сторону Мекки

Похоронные обряды у мусульманских народов происходят в соответствии с нормами шариата. По мусульманской традиции покойника принято хоронить до захода солнца. Приглашают муллу для прочтения молитвы по усопшему. Покойника омывают, после чего заворачивают в белый саван из бязи (у курдов-мусульман Азербайджана на покойника, прежде чем завернуть его в саван, надевают белую рубашку длиной до колен). По мусульманскому обычаю тело выносят из дома головой вперёд и у могилы снимают с носилок. В могиле тело помещают на правом боку, лицом к Мекке. По крайне мере, в таком виде выглядели похоронные обряды у азербайджанцев.

#### Ислам и антропонимия
Ислам оказал значительное влияние на азербайджанскую антропонимию и имятворчество. В мусульманской среде детей старались назвать именами, связанными с Исламом. К азербайджанским личным именам нередко присоединяли личные имена пророка Мухаммеда, имамов или арабские слова: Аллахгулу, Гочали, Дамирали, Достумали, Дурсунали, Алигулу, Аличобан, Махаммадгулу, Сарымахаммад, Сафигулу, Амирчобан, Алибала, Гуламали и. т. д. Ряд имён связаны со словом Аллах и его эпитетами, такими как «абд» («раб») и др. К таковым относятся: Абдулла («раб Бога»), Абдулгадир («раб могущественного»), Абдулрахман («раб милосердного»), Абдулраззаг («раб кормящего») и. т. д. Также можно назвать имена, подчёркивающие подчинение мусульманской религии: Абдулмахаммад («раб Мухаммеда»), Абдулали («раб Али»), Ислам, Калбали («собака Али») и. т. д. Существуют имена, образованные не просто с именем пророка Мухаммеда, а с присоединением к нему одного из эпитетов самого Мухаммеда (Махаммаднэби — от Мухаммед и Нэби, «сообщающий»; Махаммедрасул — от Мухаммед и Расул, «посланник»; Мустафа, «выбранный, избранник»; Мухтар, «отборный»). Называя именами, связанными с имамами, мусульмане (главным образом шииты) старались тем самым доказать право на особое место в Исламе и отличиться от остальных мусульман: имам Али («возвышенный»), Алиэскэр («младший Али»), Алиакбар («старший Али»), Хасан/Гасан («красивый»), Хусейн/Гусейн («красивый»), Багир («изучающий»), Садыг («верный»), Рза («избранник»), Махди/Мехди («руководимый»).

#### В других сферах жизни

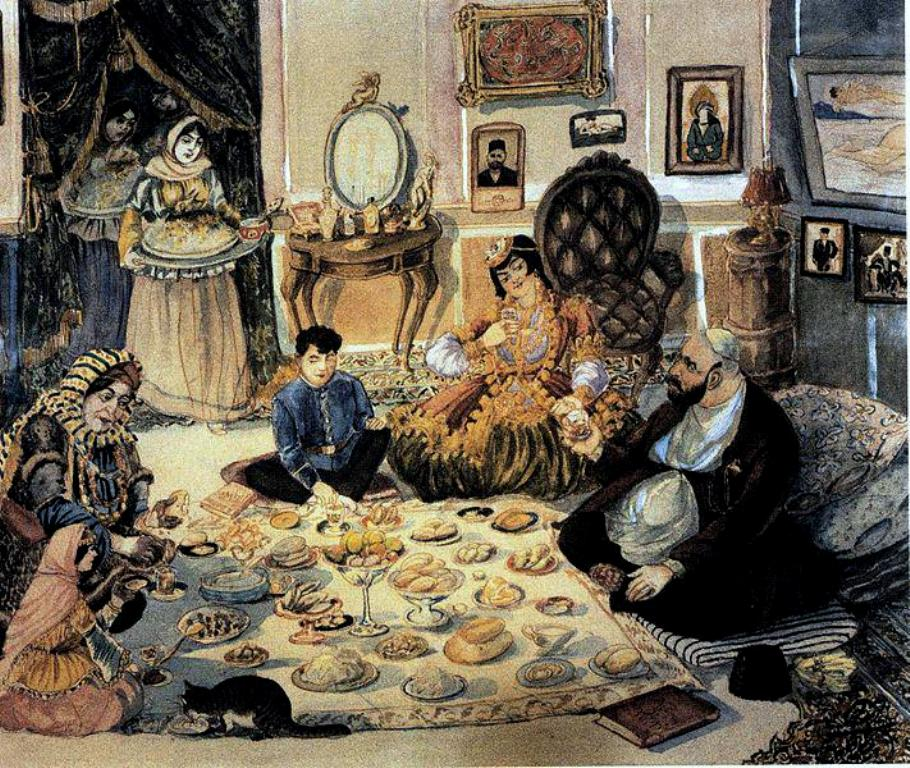
Картина азербайджанского художника Азима Азимзаде «Рамазан в богатом доме» (1932)

Среди религиозных праздников в Азербайджане на государственном уровне отмечаются Курбан-байрам — день жертвоприношений, и Рамазан-байрам, день завершения 30-дневнего поста. На государственном уровне Рамазан отмечается с 1993 года. Одним из самых любимых праздников в Азербайджане — Новруз, не является мусульманским. Однако К. Н. Смирнов, посетивший в 1930-х гг. Нахичеванский регион, свидетельствовал, что тамошние улемы рассматривали Новруз как праздник восшествия на престол халифа, имама Али. Однако перед праздником отмечали кара-байрам, представляющий собой поминки, устраиваемые в день ближайшего байрама или новруза по покойнику, скончавшегося в течение года, и в особенности между последним праздничным днём и новрузом. Эти мероприятия проходили с траурным собранием и чтением первой суры Корана (аль-Фатиха). Наблюдатели рассматривали этот обычай как остаток зороастризма.
До присоединения к Российской империи закавказской территории мусульманское населения в силу религиозного запрета не ловило осетровых рыб, поскольку предписания мусульман-шиитов относят лишённых чешуи рыб к запрещённой. Потому по мусульманской традиции в Азербайджане употребляли в пищу чешуйчатую рыбу, в основном частиковую рыбу и лосось, также ели кутум, шемайку и. т. д. Однако так было не везде. К примеру, из всех зон, только в зоне Казаха ловили и употребляли сома, относящийся к бесчешуйчатым. Религиозный момент было одним из причин, которые оказывали, между прочем, тормозящее влияние на развитие виноградарства и виноделия в Азербайджане. Исследователь ширванского винодельческого района Бакинской губернии Кандуралов писал:
...Татары в силу шариата, т. е. требований своей религии не имеют не только права употреблять спиртных напитков в виде вина или водки, но даже им воспрещается кораном продавать виноград христианам для приготовления вина или водки. Впрочем, нельзя не заметить, что в последнее время некоторые татары, исповедующие суннитское учение, открыто продают свой виноград для выделки вина. При таких религиозных воззрениях мусульман... разведение виноградной лозы в татарских селениях не может значительно расширяться, ограничиваясь, по преимуществу, размерами, необходимыми для удовлетворения домашних нужд самих садохозяев....

## Духовное управление мусульман Закавказья

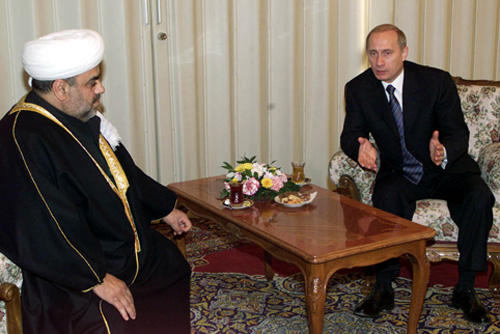
Глава Управления мусульман Кавказа Аллахшукюр Пашазаде на встрече с Владимиром Путиным в Баку

В 1943 году было учреждено Духовное управление мусульман Закавказья с резиденцией в Баку, ставшим высшим духовно-административный орган мусульман Закавказского региона. Руководителем вновь созданного органа стал бывший председатель Духовного управления мусульман Кавказа шейх-уль-ислам Ахунд Ага Ализаде. Затем это духовное управление возглавляли шейх-уль-исламы Мовсум Ага Хаким-заде (в 1952—1956 гг.), Алиага Сулейманзаде (в 1968—1972 гг.), Мирзагазанфар Ибрагимов (в 1978—1980 гг.).
В 1980 году председателем Духовного управления мусульман Закавказья стал шейх-уль-ислам Аллахшукюр Пашазаде. После обретения Азербайджаном независимости данная структура в 1992 году была переименована в Управление Мусульман Кавказа.

## Политика и радикальный ислам

### Исламисты

Мечеть Абу Бакр в Баку, где в августе 2008 года был совершён теракт

После обретения Азербайджаном независимости в 1991 году, в республике стали появляться различные исламские и исламистские радикальные организации и сообщества. В 1995 году в Баку появилась первая ваххабитская мечеть, а в 1997—1998 годах, по инициативе чеченцев и некоторых выходцев из соседнего Дагестана, арабский миллионер из Кувейта Мухаммад ибн Будейа построил в столице «Джуму мечеть», более известную как Мечеть Абу Бакра, ставшей оплотом ваххабитов Азербайджана. В некоторых регионах, в особенности в северных районах страны, ваххабиты заметно активизировали свою деятельность. В борьбе с ними власти порой использовали методы, носившие унижающий человеческое достоинство характер. В 2006 году в некоторых сёлах Хачмазского района, к примеру, задержанным ваххабитам насильно сбривали бороды; в лучшем случае правоохранительные органы пытались воспрепятствовать местным ваххабитам посещать центральную мечеть Хачмаза. Выходец из Азербайджана, цахур по этнической принадлежности, Ильгар Моллачиев в 2007 году стал «амиром Дагестана» (в составе Имарата Кавказ), возглавив экстремистскую группировку «Джамаат Шариат» (ликвидирован в 2008). Другой выходец из Азербайджана — Эльдос Зульфугаров возглавлял «махачкалинский джамаат» (ликвидирован в 2012).
17 августа 2008 года неизвестный забросал гранатами верующих во время намаза в мечети Абу Бакр, что привело к человеческим жертвам. По обвинению в совершении этого теракта к различным срокам тюремного заключения были приговорены 26 членов радикальной исламистской группировки «Лесные братья». Совсем скоро после совершения нападения на мечеть Абу Бакр, 25 августа, правоохранительные органы Азербайджана получили информацию о проникновении группы Малачиева в составе 4 человек с территории Дагестана в Азербайджан — как позднее утверждалось в прессе, для создания нового «Сумгаитского джамаата». Азербайджанская полиция и внутренние войска 29 августа провели операцию по нейтрализации группы, однако группировке удалось без потерь отступить в гористые леса.

### Конфликт вокруг ношения хиджаба
9 декабря 2010 года министр образования Азербайджана Мисир Марданов заявил о том, что ношение хиджаба учащимися средних школ является «ненормальным» и объявил о принятии решения посещать школы в школьной форме. Министр образования пояснял, что «существуют законы страны, где четко написано, что школы нужно посещать в школьной форме, а все остальные формы одежды неприемлемы». Однако на деле это вызвало недовольство среди верующих людей и привело к массовым акциям протеста в защиту хиджаба. Один из авторитетнейших иранских учёных-теологов аятолла Мохаммад Али Фуруги в ходе своей пятничной проповеди в Ардебиле заявил, что «нравственная революция азербайджанского народа очень быстро развивается, и я верю, что в ближайшем будущем мировым центром ислама станет именно Азербайджан. Я считаю, что азербайджанскому правительству подобает участвовать в этом процессе вместе со своим народом, как это и было. Оно не должно обижать свой народ, запрещая хиджаб».
2 января 2011 года лидер Исламской партии Азербайджана Мовсум Самедов решительно выступил против запрета на ношение хиджаба в школе и раскритиковал политику властей, объявив, что «азербайджанский народ должен подняться и положить конец деспотическому режиму». Спустя несколько дней он и ещё ряд членов партии были задержаны вначале по обвинению в хулиганстве, а затем в подготовке теракта, незаконном хранении оружия и взрывчатых веществ, а также насильственном захвате власти. В октябре того же года суд приговорил семерых членов ИПА, в том числе и председателя партии, к различным срокам лишения свободы — от 10 до 12 лет.

### Комментарии
1. ↑  Существовало с центром в Тебризе и охватывало большую часть Иранского Азербайджана с Нахичеванским краем и Капаном, а также Талыш.
2. ↑  Под «лезгинами» в дореволюционной литературе чаще подразумевались горцы Дагестана. Подробно об этнониме см. История лезгин.
3. ↑  Вскоре после гибели Хусейна вспыхнули несколько восстаний, проходивших под лозунгом «мщение за смерть Хусейна». Одним из первых было выступление таввабинов («кающихся») во главе с Сулейманом ибн Сурадом[англ.]. Наиболее крупным стало восстание под руководством Мухтара аль-Сакафи[англ.]
4. ↑  Имеется в виду: Багир — пятый шиитский имам Мухаммад аль-Бакир; Садыг — шестой имам, основатель джафаритской школы, Джафар ас-Садык; Рза — восьмой имам Али ар-Риза; Махди — последний двенадцатый имам Мухаммад ибн аль-Хасан аль-Махди.

1. ↑  Под словами «татарская», «татарин» в то время часто русские путешественники подразумевали «азербайджанская», «азербайджанец»[67]